# Sbarramento Rienza-Rio Valles-Sciaves
Lo sbarramento Rienza-Rio Valles-Sciaves (in tedesco Sperre Rienz-Valser Bach-Schabs) è uno degli sbarramenti del XIV settore di copertura Isarco del vallo alpino in Alto Adige, che si trova tra i paesi di Sciaves e Rio di Pusteria, in Alto Adige.
Questo sbarramento è stato costruito per proteggere la conca di Bressanone, ovvero la val d'Isarco. La struttura difensiva parte dal paese di Spinga, passando per Rio di Pusteria, Rodengo e Sciaves.

## Storia
Questo sbarramento è posto alla fine della Val Pusteria, più precisamente allo sbocco della vallata nella conca dove sorge la città di Bressanone. Data la sua importanza strategica, era previsto un ampio sbarramento difensivo, ovvero di tipo A, che all'inizio del 1940 già prevedeva la costruzione di 43 opere difensive che seguissero i dettami della circolare 15000, comprese le opere scavate nella roccia con  i ricoveri per i soldati, e quindi tutte resistenti ai tiri di grossi calibri.
Questo sbarramento può essere visto come l'unione di due sotto-sbarramenti, così suddivisi:
- Sotto-sbarramento "Rienza - rio Valles": erano previste 24 opere difensive, suddivise ulteriormente in sei gruppi. Queste opere, erano quindi poste a nord del fiume Rienza, tra lo sbarramento Chiusa di Rio, e la base del monte Bruciato (ted. Brandeck) nei pressi del centro abitato di Spinga, con il compito primario di sorvegliare eventuali invasioni lungo la Pusteria, ma anche dalla Valle di Valles.
- Sotto-sbarramento "Rienza - Sciaves - Fortezza": erano previste 19 opere difensive, suddivise ulteriormante in cinque gruppi. Queste opere, erano quindi poste a sud del fiume Rienza, tra il paese di Rodengo e lo sbarramento del Caposaldo Col dei Bovi, con il compito primario di impedire l'avanzata di truppe nemiche lungo la strada statale 49 della Pusteria e l'altopiano di Naz-Sciaves.

Di questo secondo sotto-sbarramento faceva parte l'opera 9, dove si prevedeva l'utilizzo di una batteria da due sezioni, armata con cannoni da 75/27, di cui:
- 2 cannoni che puntavano verso la zona del rio Valles;
- 2 cannoni che puntavano verso lo sbarramento Chiusa di Rio.

Dato che l'opera 9 anche sede del comando sbarramento, erano previsti collegamenti, sia via radio che via filo, con le altre opere capogruppo del primo sotto-sbarramento, "Rienza - rio Valles", ma anche con il comando tattico da cui dipendeva, ovvero il caposaldo presso il Col dei Bovi. Anche l'opera 36, che comprendeva 4 caverne ricovero per alloggiare il personale a difesa di questo sbarramento, era collegata al comando tattico del Col dei Bovi. Quest'ultima opera difensiva è sita alle pendici occidentali della collina denominata in lingua tedesca Stoger Buhel, a nord-est di Sciaves, che trova la sua massima quota a 861 metri.
Anche se questo sbarramento fosse composto da un gran numero di opere, e poteva controllare sia la strada statale che la ferrovia della Val Pusteria, nel progetto del 1940 non si era previsto alcun ostacolo, ne arma, contro le forze corazzate; solamente l'opera 9 aveva in dotazione 4 pezzi d'artiglieria; tutte le restanti opere invece erano equipaggiate solamente con mitragliatrici.
Alla sospensione dei lavori, nell'ottobre 1942, risultavano ultimate 27 opere costruite con il calcestruzzo; le rimanenti, scavate nella roccia, erano completate solamente nella parte dello scavo e alcune nei rivestimenti interni di calcestruzzo. A titolo di "opera tipo", soltanto l'opera 37 fu allestita e armata.
L'opera capo sbarramento era l'opera 9, mentre esistevano altre opere poste a capo gruppo: 3, 5, 10, 15, 20, 24, 25, 28, 34, 40, 42.
Nel caso di una riattivazione in ambito NATO, allo sbarramento è stato dato il nome in codice Morfeo.

## Tabella delle opere dello sbarramento
|          | Tipo           | fucili MTR | MTR | Cann A.C.   | Mortai | Osserv. | Note           |
| -------- | -------------- | ---------- | --- | ----------- | ------ | ------- | -------------- |
| Opera 1  | Media CAV      | -          | 3   | -           | 2      | -       | -              |
| Opera 2  | Media RCC/CLS  | -          | 4   | -           | -      | -       | -              |
| Opera 3  | Grande CAV     | -          | 5   | -           | -      | -       | Capo gruppo    |
| Opera 4  | Media RCC/CLS  | -          | 4   | -           | -      | -       | -              |
| Opera 5  | Grande RCC/CLS | -          | 6   | -           | -      | -       | Capo gruppo    |
| Opera 6  | Grande RCC/CLS | -          | 6   | -           | 2      | -       | -              |
| Opera 7  | Grande CLS     | -          | 6   | -           | -      | -       | -              |
| Opera 8  | 4 ricoveri     | -          | -   | -           | -      | -       | -              |
| Opera 9  | Grande CAV     | 2          | 4   | 4 mod 75/27 | -      | 1/t     | Comando Sbarr. |
| Opera 10 | Grande RCC/CLS | 1          | 5   | -           | 2      | -       | Capo gruppo    |
| Opera 11 | Media RCC/CLS  | -          | 4   | -           | -      | -       | -              |
| Opera 12 | Media CLS      | 1          | 3   | -           | -      | -       | -              |
| Opera 13 | Media CLS      | 1          | 3   | -           | -      | -       | -              |
| Opera 14 | Media CLS      | -          | 3   | -           | -      | -       | -              |
| Opera 15 | Grande RCC/CLS | -          | 6   | -           | -      | 1/t     | Capo gruppo    |
| Opera 16 | Media CLS      | 2          | 3   | -           | -      | -       | -              |
| Opera 17 | Media CLS      | -          | 4   | -           | -      | -       | -              |
| Opera 18 | Media CLS      | -          | 3   | -           | -      | -       | -              |
| Opera 19 | Media CLS      | 1          | 3   | -           | -      | -       | -              |
| Opera 20 | Media CLS      | 1          | 4   | -           | -      | 1/t     | Capo gruppo    |
| Opera 21 | Media CLS      | -          | 3   | -           | -      | -       | -              |
| Opera 22 | Media CLS      | 1          | 3   | -           | -      | -       | -              |
| Opera 23 | Media CLS      | -          | 3   | -           | -      | -       | -              |
| Opera 24 | Grande CLS     | 2          | 5   | -           | 2      | 1/t     | Capo gruppo    |
| Opera 25 | Grande CLS     | -          | 5   | -           | -      | 1/t     | Capo gruppo    |
| Opera 26 | Media CLS      | 1          | 3   | -           | -      | -       | -              |
| Opera 27 | Grande CLS     | -          | 6   | -           | 2      | -       | -              |
| Opera 28 | Media RCC/CLS  | -          | 4   | -           | -      | -       | Capo gruppo    |
| Opera 29 | Media RCC/CLS  | -          | 3   | -           | 2      | -       | -              |
| Opera 30 | Media CLS      | 1          | 3   | -           | -      | -       | -              |
| Opera 31 | 1 ricovero     | 5          | -   | -           | 2      | -       | -              |
| Opera 32 | 1 ricovero     | 4          | -   | -           | -      | -       | -              |
| Opera 33 | Media CLS      | -          | 3   | -           | -      | -       | -              |
| Opera 34 | Media CLS      | 1          | 4   | -           | -      | -       | Capo gruppo    |
| Opera 35 | Media RCC/CLS  | -          | 4   | -           | -      | -       | -              |
| Opera 36 | 4 ricoveri     | -          | -   | -           | -      | 1/t     | -              |
| Opera 37 | Media CLS      | -          | 4   | -           | -      | -       | -              |
| Opera 38 | Grande CLS     | 2          | 5   | -           | -      | 1/t     | -              |
| Opera 39 | Media CLS      | 1          | 3   | -           | -      | -       | -              |
| Opera 40 | Media CLS      | -          | 4   | -           | -      | -       | Capo gruppo    |
| Opera 41 | Media CLS      | -          | 4   | -           | -      | -       | -              |
| Opera 42 | Grande CLS     | -          | 5   | -           | -      | 1/t     | Capo gruppo    |
| Opera 43 | Media CLS      | -          | 2   | -           | -      | -       | -              |
| Totale   | 43             | 27         | 155 | 4           | 14     | 8       | -              |

## Descrizione delle opere dello sbarramento

### Opera 5

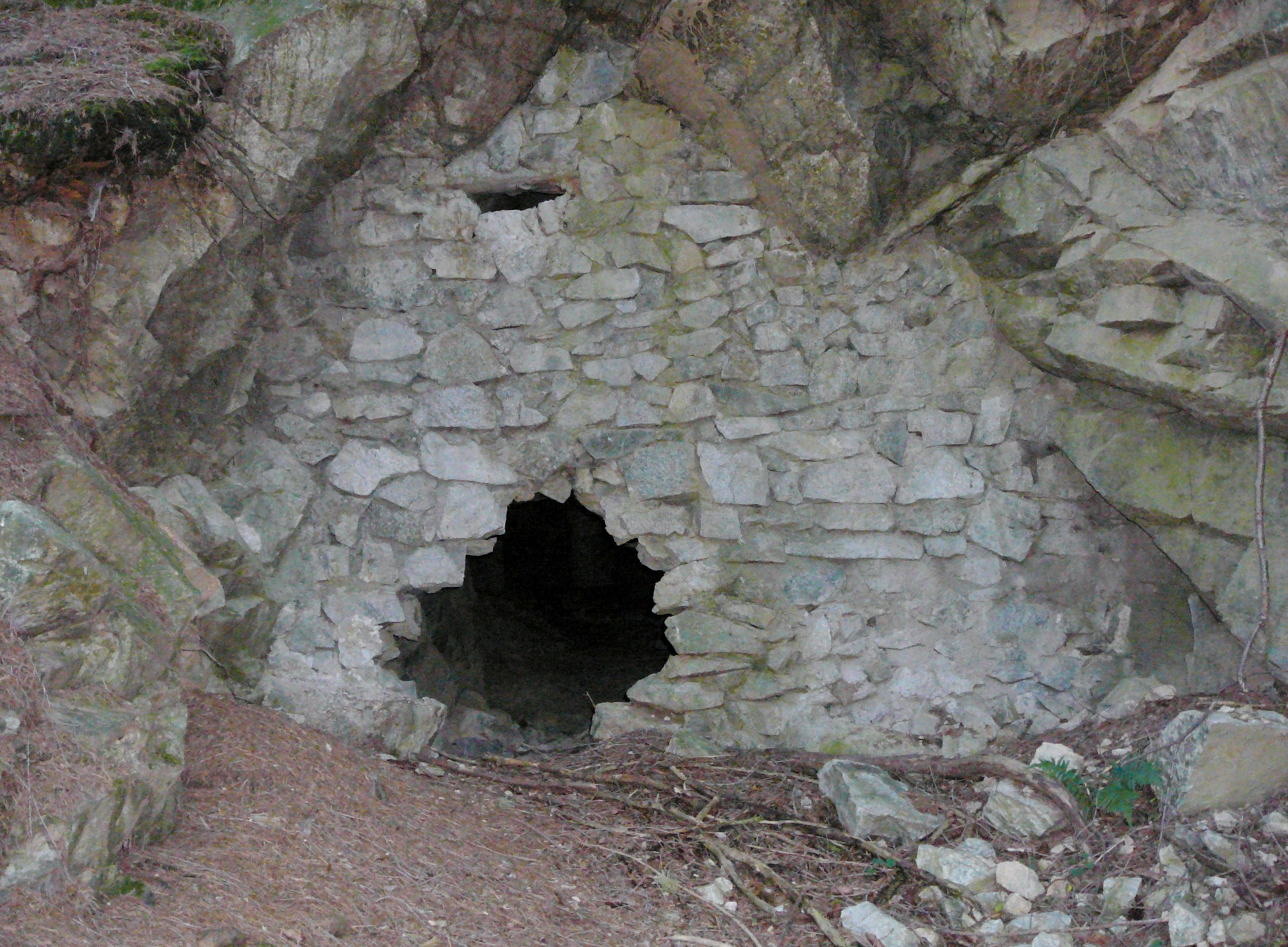
Uno degli attuali accessi all'opera 5

- Come raggiungere l'opera

Dal paese di Rio di Pusteria, si prende la strada che porta in direzione di Rodengo. Oltrepassato il ponte sullo sbarramento della diga, si gira a sinistra andando in direzione di Corburg. Staccandosi dalla strada, si procede per altri 200 metri, dove si trova il divieto di transito; qui si prende a destra una stradina forestale, e poco dopo, guardando un poco in alto sulla sinistra, si trova uno degli ingressi all'opera.
- Caratteristiche

L'opera è grande, costruita in calcestruzzo e roccia, di "tipo 15000", posta a capo gruppo. L'opera che si articola in diversi bracci, non è totalmente completa nello scavo, infatti mancano le postazioni degli armamenti, le caponiere, oltre al mancato completamento di due corridoi.
- Armamento previsto

6 mitragliatrici
- Ingressi

L'opera ha 6 accessi strutturali, di cui solo 4 solo accessibili, mentre i restanti risultano incompleti.
- Dati relativi a ottobre 2011
- Coordinate geografiche: 46°48′01.32″N 11°40′43.23″E

### Opera 6

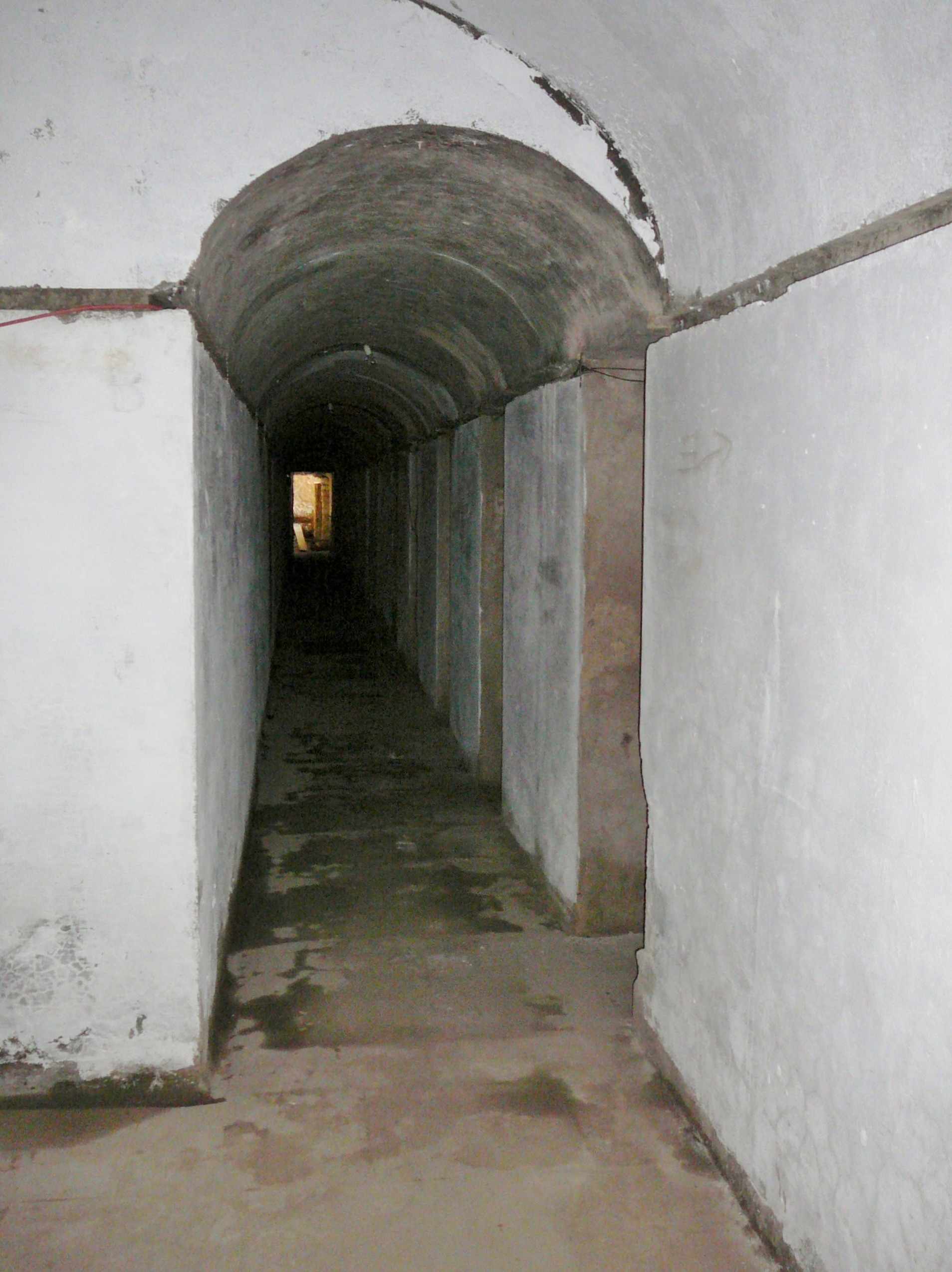
Uno dei tunnel d'accesso dell'opera 6

- Come raggiungere l'opera

Dal paese di Rio di Pusteria, si prende la strada che porta in direzione di Rodengo. Oltrepassato il ponte sullo sbarramento della diga, si prosegue sulla strada principale, ovvero svoltando a destra. Da qui si devono affrontare due tornanti in salita, fino ad arrivare ad un bivio: una strada in salita per Bad Bachgart e l'altra per San Paolo. La strada per Bad Bachgart è un ottimo punto per scendere all'opera 6, immersa nel bosco sottostante.
- Caratteristiche

L'opera è grande, costruita in calcestruzzo e roccia. Di "tipo 15000", si articola in diversi bracci. L'opera non è totalmente completa nello scavo, infatti mancano le postazioni degli armamenti, le caponiere, oltre alla fine della costruzione di alcuni corridoi. Presumibilmente era prevista una torretta d'osservazione, dato si trova oggi un profondo scavo vuoto.
Nella camerata dell'opera è stato allestito recentemente un piccolo e spartano bar privato, con tanto di divani e poltrone.
- Armamento previsto

6 mitragliatrici e 2 postazioni per mortaio
- Ingressi

L'opera ha 4 accessi strutturali, di cui solo 3 risultano poco difficilmente accessibili, mentre l'ingresso principale si affaccia sulle malghe poste in prossimità dell'opera difensive.
- Dati relativi a ottobre 2011
- Coordinate geografiche: 46°47′40.7″N 11°40′31.34″E

### Opera 7

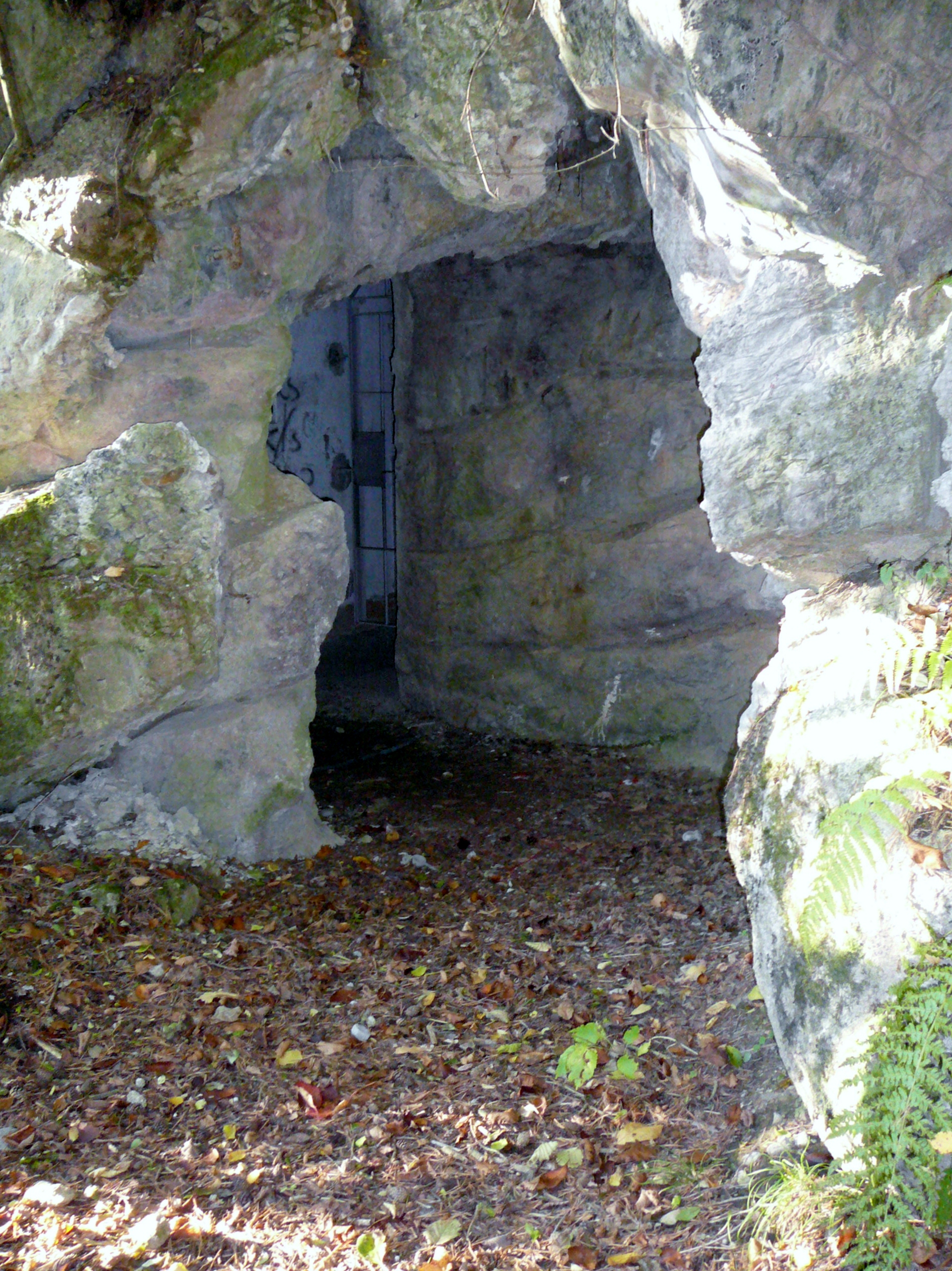
Uno dei due ingressi all'opera 7

- Come raggiungere l'opera

Dopo che si è raggiunta l'opera 6, l'opera 7 è facilmente individuabile. Dallo stesso incrocio della strada provinciale 168, si deve percorrere un sentiero per una decina di metri in salita, fino a che sulla destra si trova l'opera.
- Caratteristiche

L'opera è grande, costruita in calcestruzzo, a differenza delle opere 5 e 6, questa è molto più compatta. L'opera attualmente è stata presa in consegna dai vigili del fuoco di Rodengo.
- Armamento previsto

6 mitragliatrici
- Ingressi

L'opera ha 2 ingressi
- Dati relativi a ottobre 2011
- Coordinate geografiche: 46°47′35.32″N 11°40′35.46″E

### Opera 9
- Come raggiungere l'opera

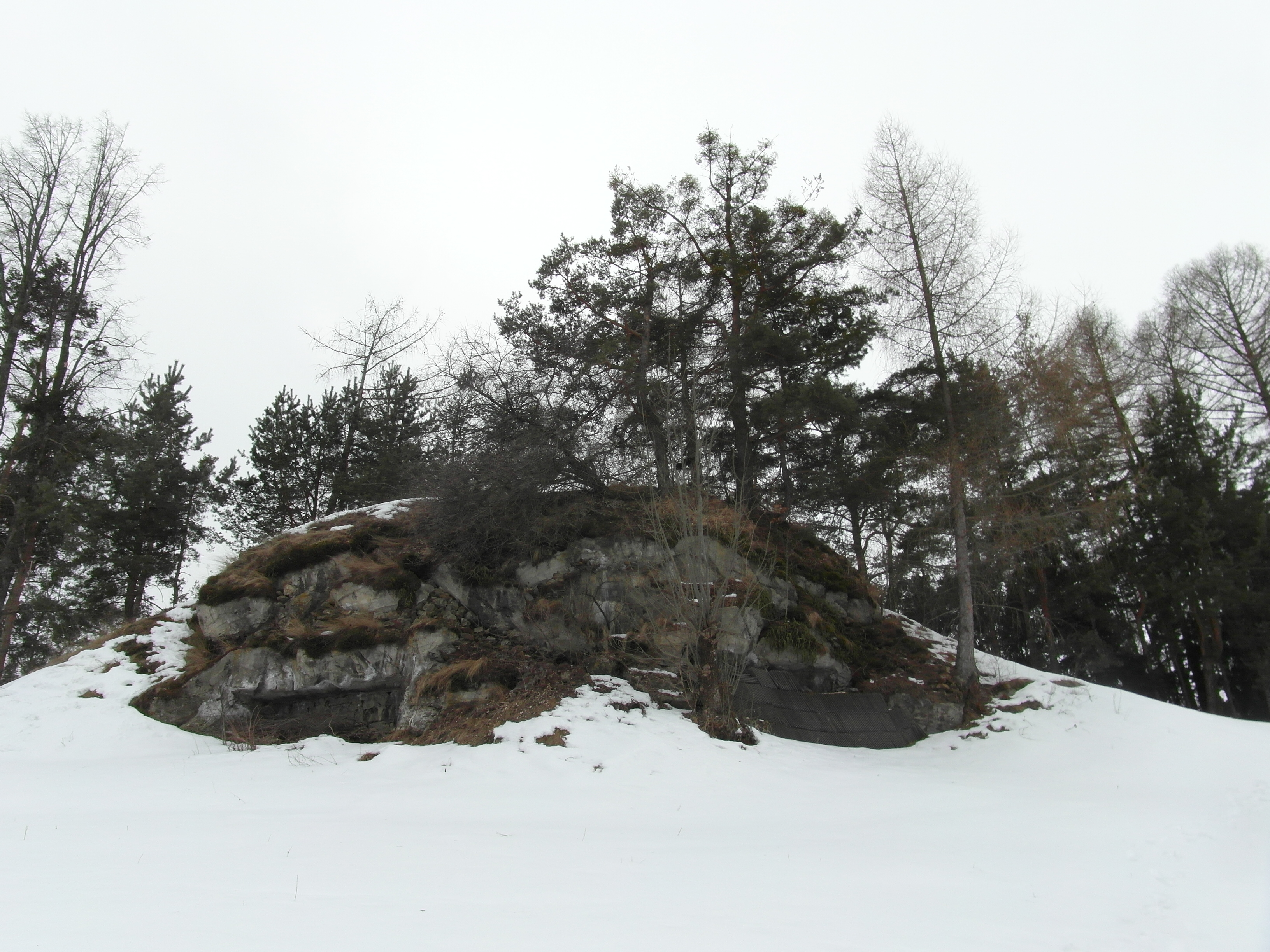
Una delle caponiere finite dell'opera 9

Dopo aver lasciato l'opera 7 sulla sinistra, si procede lungo la strada che porta a Rodengo. Lungo la via si scorge sulla destra un mascheramento che esce dal bosco; questa fa parte dell'opera 9.
- Caratteristiche

L'opera è la più grande dell'intero sbarramento e scavata interamente nella roccia. L'opera si sviluppa principalmente su un livello, ma per raggiungere le sue feritoie si devono percorrere diverse scalinate sia in salita che in discesa (ad esempio per raggiungere le due feritoie che si vedono dalla strada, bisogna salire due lunghe scalinate). Al suo interno l'opera è completa nello scavo e per lo più rivestita al suo interno; mancano però tutti i capisaldi previsti, eccetto quello descritto in precedenza. Anche la prevista torretta non è mai stata ultimata in quanto le scalinate non erano ancora costruite. Al suo interno si trovano grandi spazi per contenere diversi soldati in camerate. In pochi punti l'opera risulta allagata.
- Armamento previsto

2 fucili mitragliatori, 4 mitragliatrici, 4 cannoni 75/27 e 1 torretta
- Ingressi

L'opera ha diversi ingressi dato che non sono stati ultimati i lavori
- Dati relativi a febbraio 2013
- Coordinate geografiche: 46°47′18.44″N 11°40′37.67″E

### Opera 13

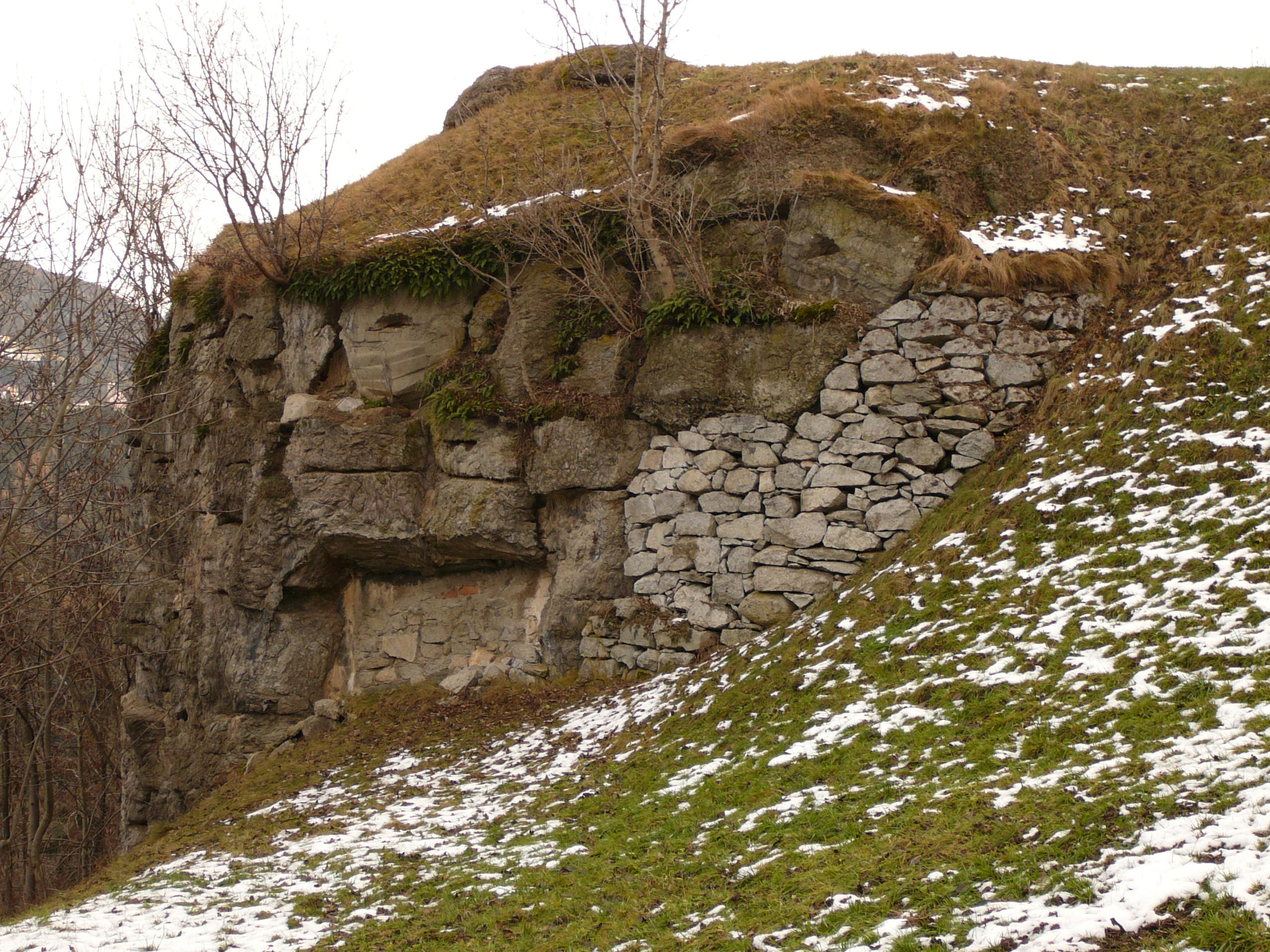
L'opera 13

- Come raggiungere l'opera

Dal paese di Sciaves, si prende la ciclabile che porta in Pusteria. Appena si raggiunge un altopiano, sulla destra, sotto un pilone dell'energia elettrica si trova l'opera.
- Caratteristiche

L'opera di medie dimensioni, in calcestruzzo, è disposta su 2 piani. È l'opera più arretrata da questa parte della vallata.
- Nome in codice (in ambito NATO): Monza
- Armamento previsto

3 mitragliatrici ed un fucile mitragliatore
- Ingressi

L'opera ha 3 ingressi
- Dati relativi a dicembre 2009
- Coordinate geografiche: 46°47′12.97″N 11°39′59.82″E

### Opera 14

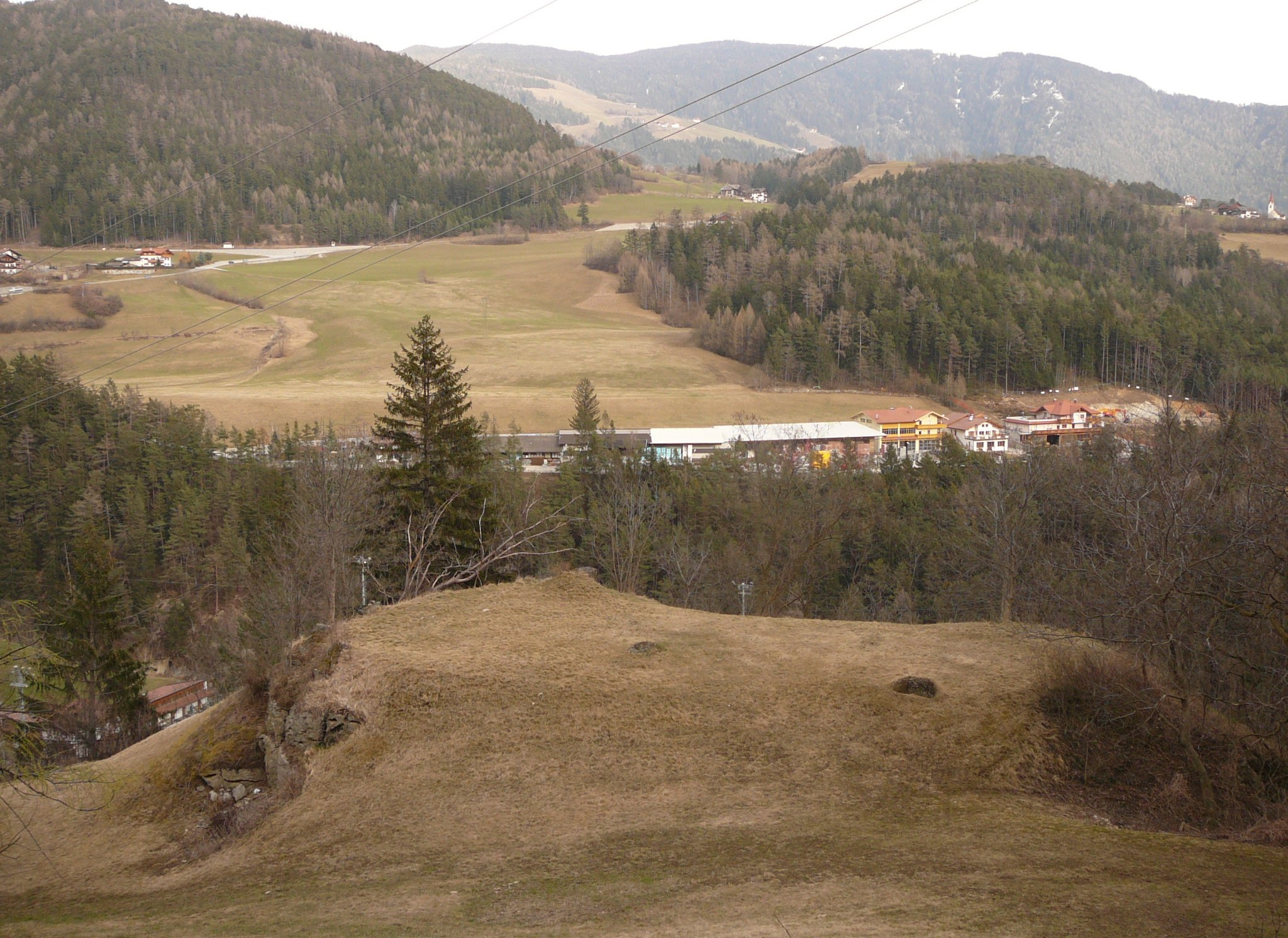
L'opera 14 vista dalla pista ciclabile

- Come raggiungere l'opera

Dal paese di Rio di Pusteria, si prende la ciclabile che sale irta. Quando le case si iniziano a diradare, sulla sinistra, in basso si trova l'opera.
- Caratteristiche

L'opera è media, costruita in calcestruzzo, appena fuori dal centro abitato, con una buona visuale sulla Strada statale, ma soprattutto sulla ferrovia, data la sua posizione poco al di sopra di essa.
- Armamento previsto

3 mitragliatrici
- Ingressi

L'opera ha 1 ingresso
- Dati relativi a aprile 2007
- Coordinate geografiche: 46°47′31.76″N 11°39′58.04″E

### Opera 16
- Come raggiungere l'opera

L'opera è raggiungibile dal paese di Spinga (Spinges). È la più bassa di quelle poste su questo versante della montagna. Più precisamente si trova ove sorge un percorso ginnico nel bosco.
- Caratteristiche

- Armamento previsto

5 mitragliatrici
- Ingressi

- Dati relativi a aprile 2007
- Coordinate geografiche: 46°47′47.11″N 11°39′44.32″E

### Opera 17
- Come raggiungere l'opera

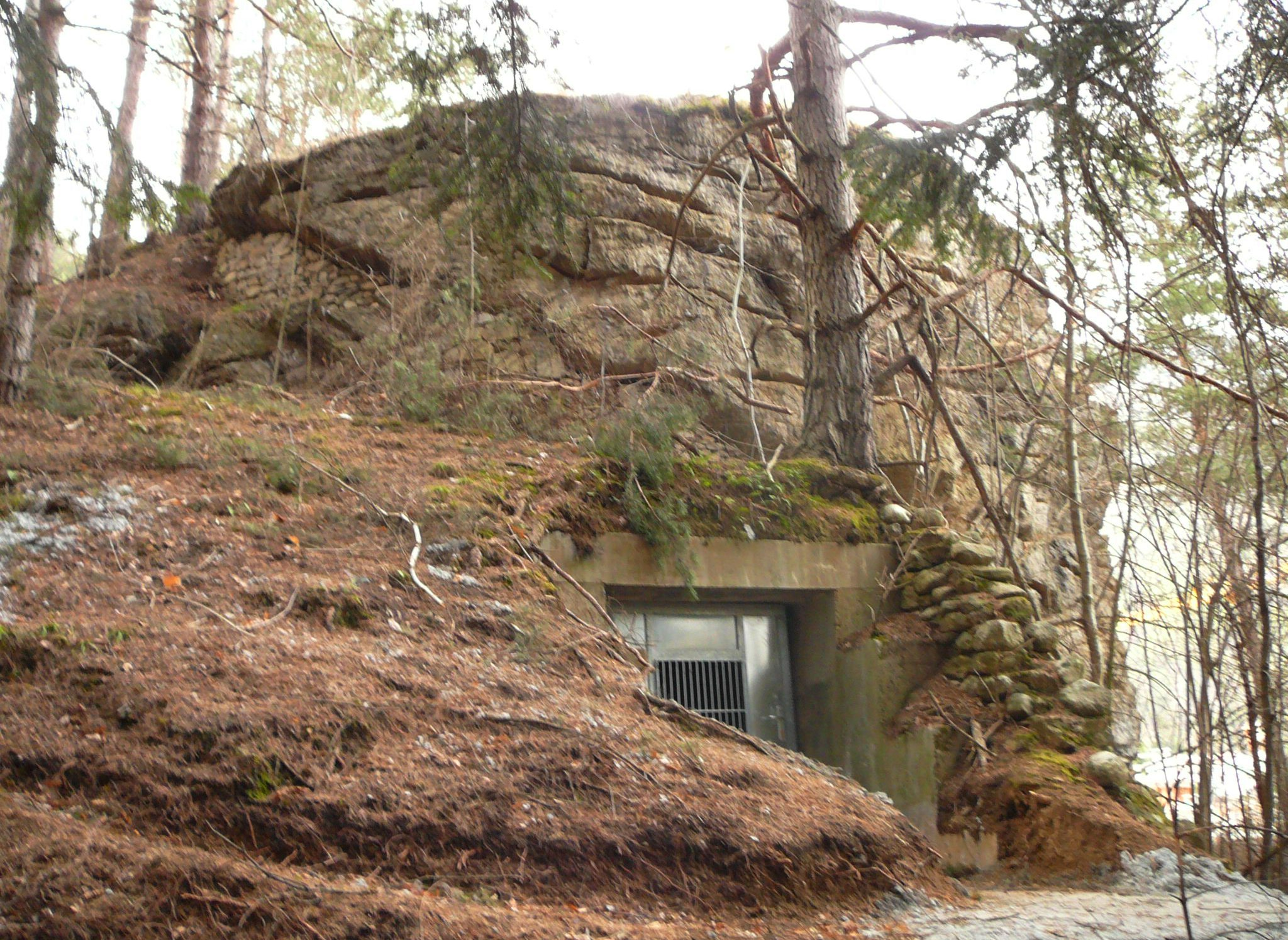
L'ingresso secondario rinnovato dell'opera 17

L'opera si trova in uno dei punti più alti del paese di Rio di Pusteria, ai margini del bosco, ove si sta costruendo una nuova zona residenziale.
- Caratteristiche

L'opera è in fase di restauro da parte dei vigili del fuoco del paese. Sono stati risistemati i caminetti di reazione, le porte di accesso. All'interno è stato rifatto l'impianto elettrico, ed è stato previsto anche un impianto antincendio.
- Armamento previsto

4 mitragliatrici
- Ingressi

L'opera ha 2 ingressi
- Dati relativi a marzo 2011
- Coordinate geografiche: 46°47′35.79″N 11°39′53.78″E

### Opera 18
- Come raggiungere l'opera

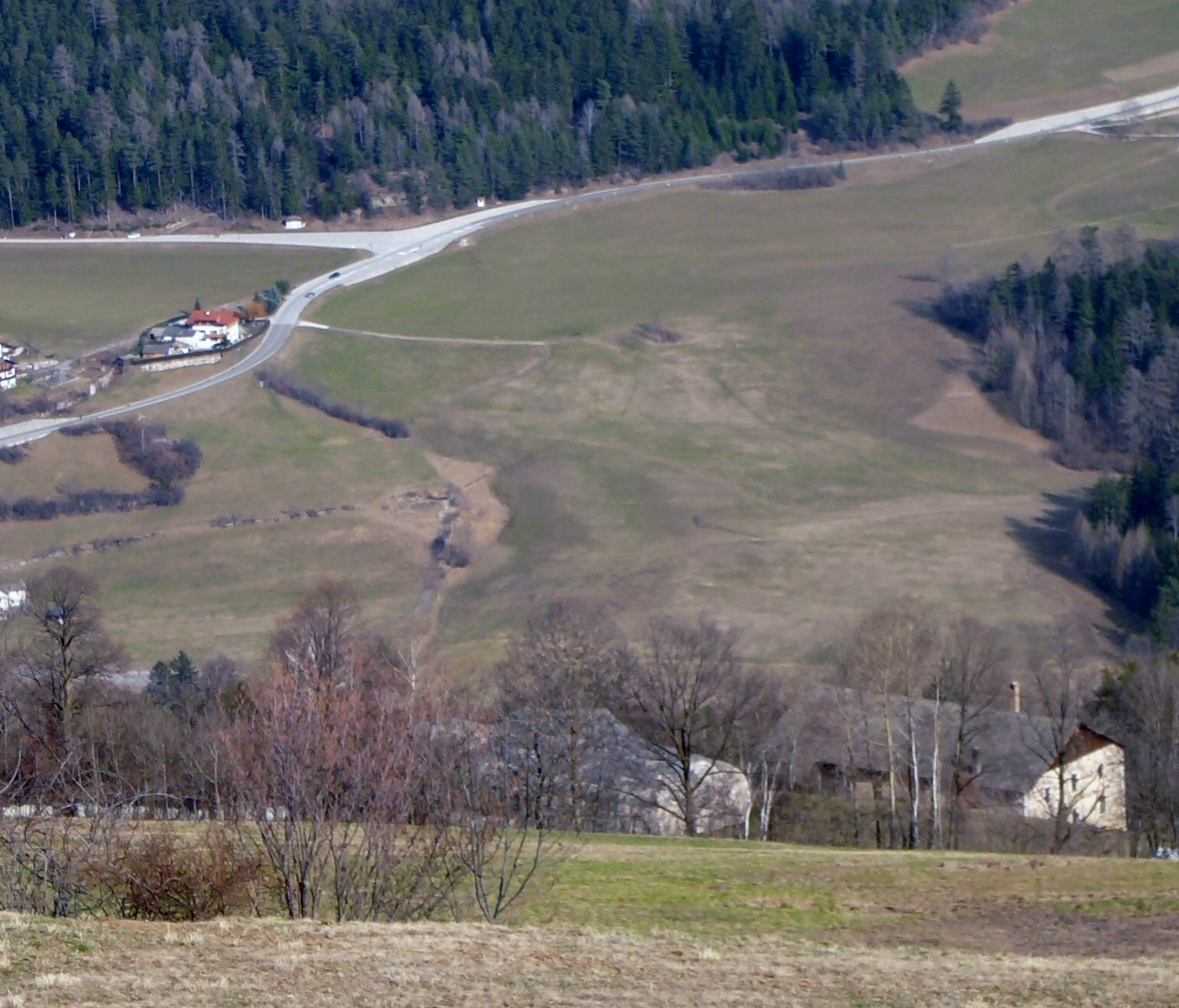
L'opera 18 e sullo sfondo, presso l'incrocio delle strade, l'opera 7

L'opera si trova sul crinale della montagna che discende dal paese di Spinga, lungo il tragitto del sentiero 7.
- Caratteristiche

L'opera è media e costruita in calcestruzzo; costruita in mezzo ai campi, a ridosso di un maso, e senza particolare mimetizzazione.
- Armamento previsto

3 mitragliatrici
- Ingressi

- Dati relativi a aprile 2007
- Coordinate geografiche: 46°47′31.44″N 11°39′35.4″E

### Opera 19

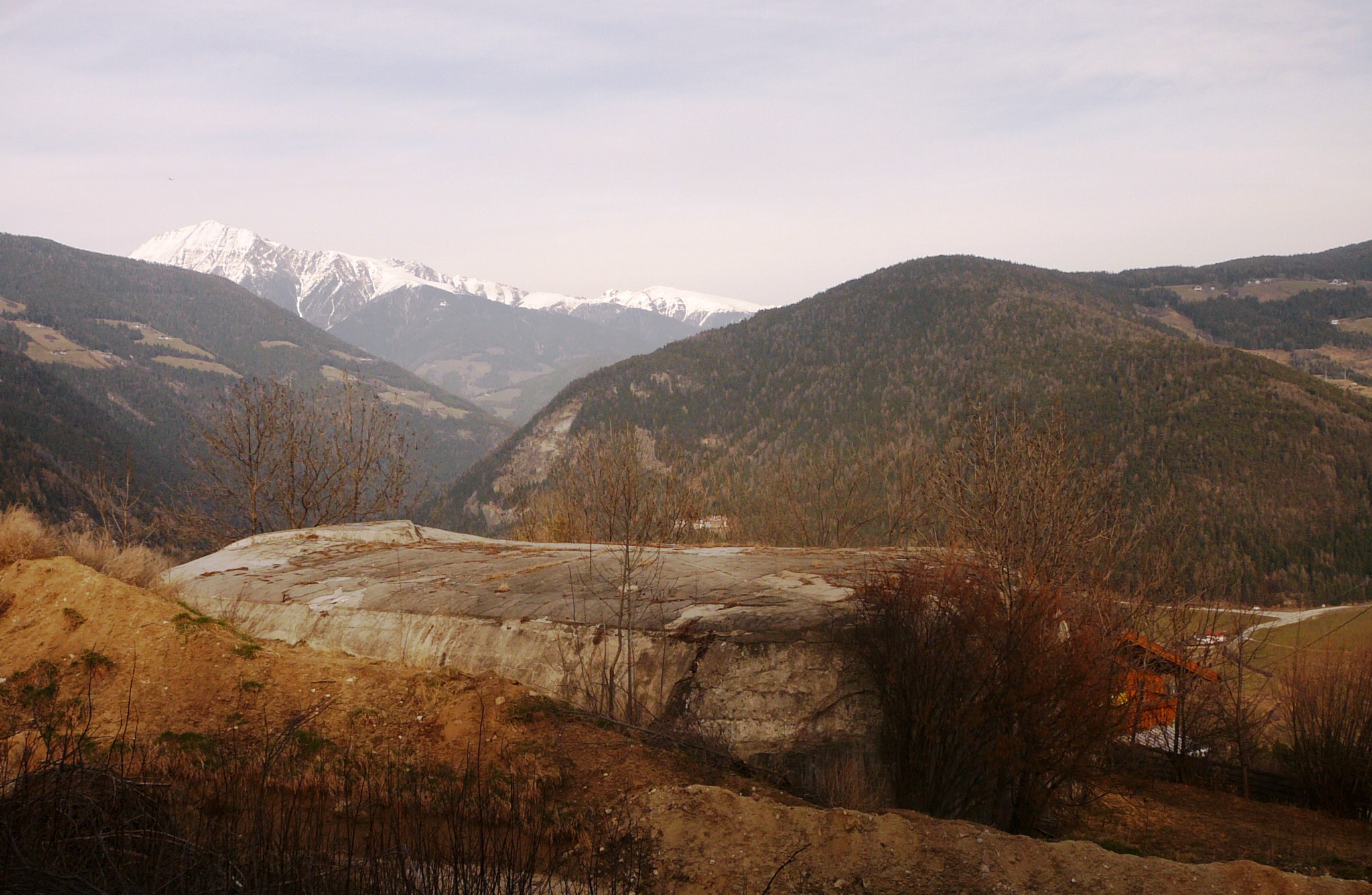
L'opera 19

- Come raggiungere l'opera

È la più vicina alla numero 18, leggermente più in quota e a sud.
- Caratteristiche

L'opera è media e costruita in calcestruzzo; del tutto simile all'opera 18.
- Armamento previsto

4 mitragliatrici
- Ingressi

- Dati relativi a aprile 2007
- Coordinate geografiche: 46°47′31.44″N 11°39′35.4″E

### Opera 20
- Come raggiungere l'opera

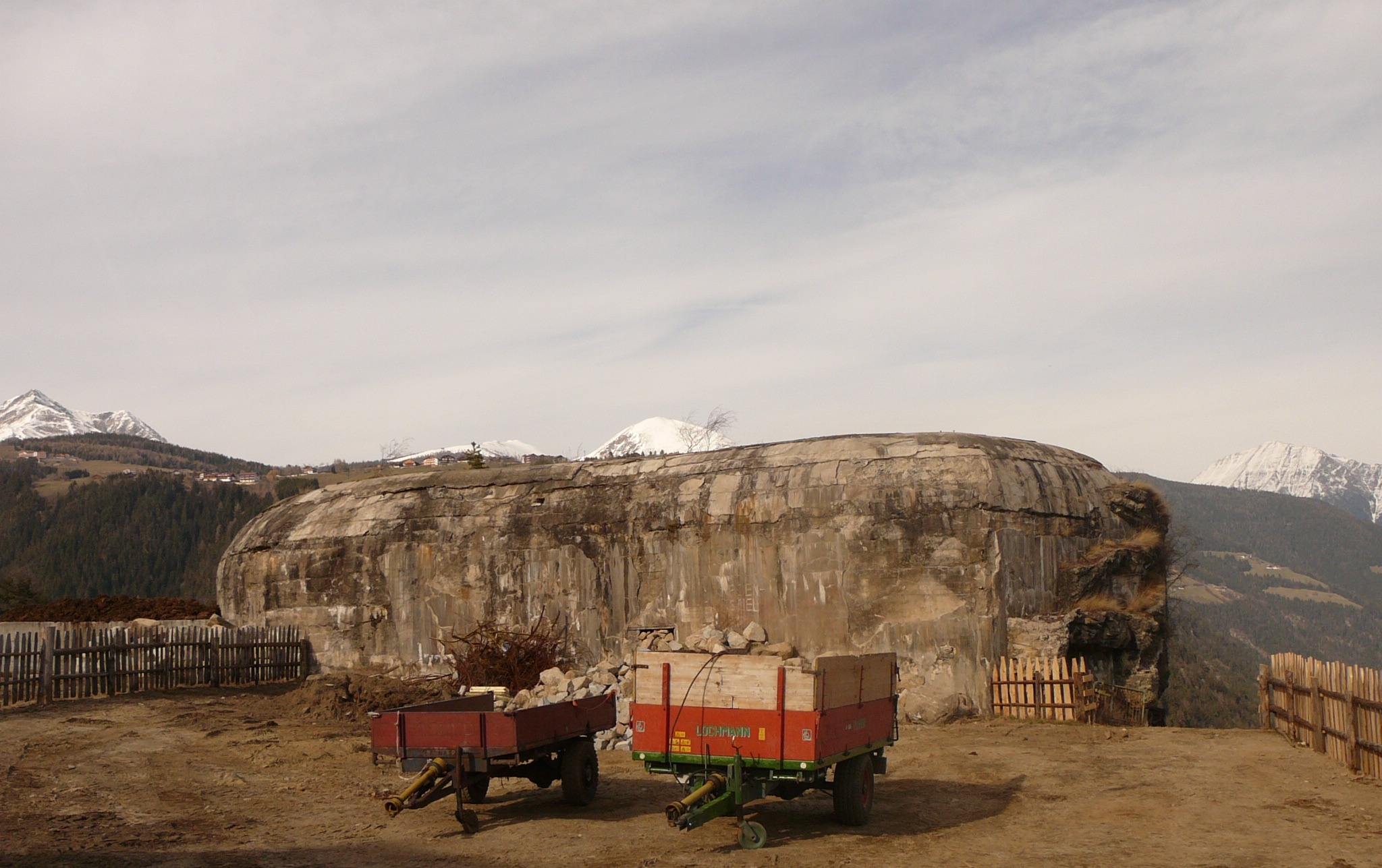
L'opera 20

L'opera è posta sul nord della collina, e quindi gode di un'ottima vista sulla Pusteria.
- Caratteristiche

Ad oggi risulta parte del maso attiguo, dato che è circondata dalla stalla e da un letamaio, il quale ne impedisce l'accesso. Le feritoie sono murate con mattoni. L'opera era un'opera capo gruppo.
- Armamento previsto

5 mitragliatrici, 1 torretta
- Ingressi

Almeno uno, chiuso.
- Dati relativi a aprile 2007
- Coordinate geografiche: 46°47′38.66″N 11°39′19.08″E

### Opera 21
- Come raggiungere l'opera

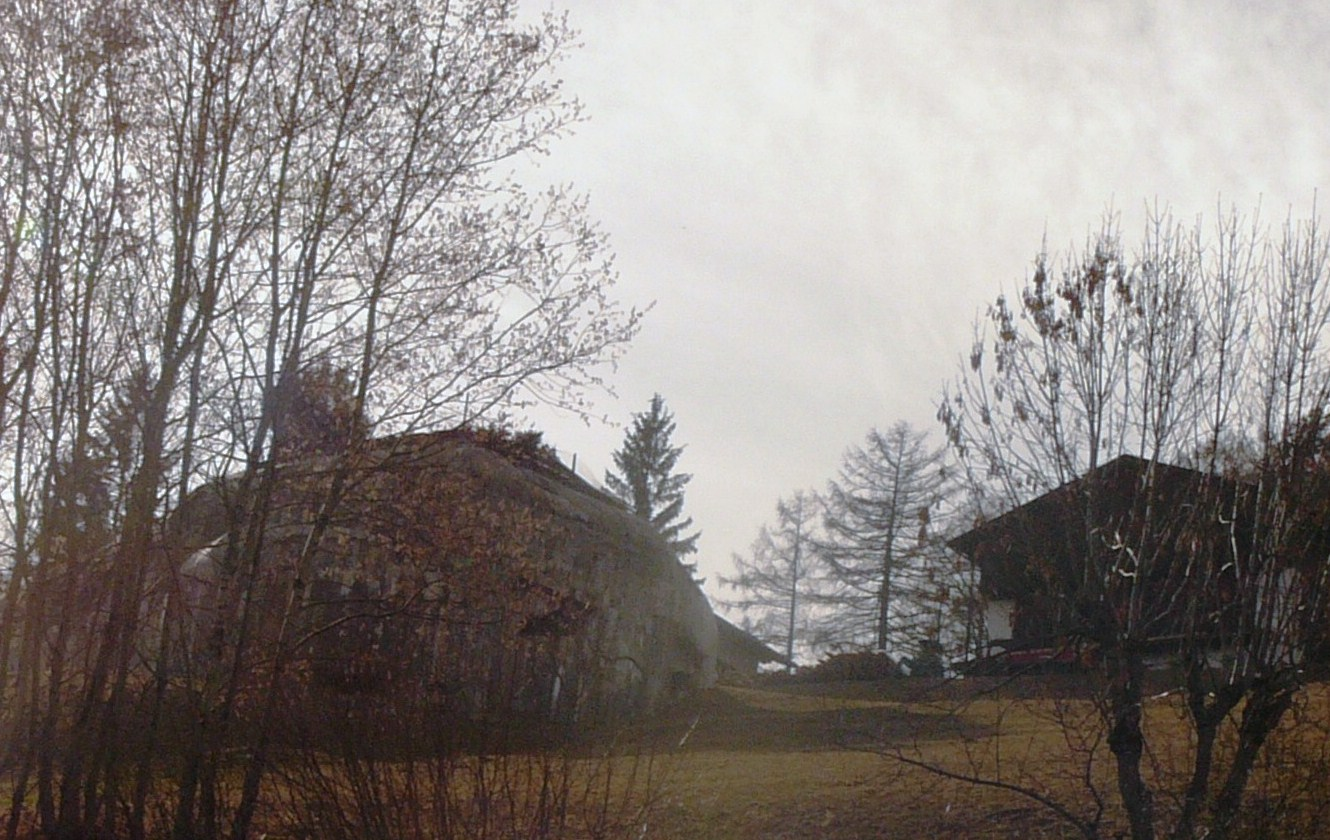
L'opera 21

L'opera è poco più sopra all'opera 20, e più a sud.
- Caratteristiche

Anche quest'opera è posta nelle vicinanze di un maso; è riconoscibile dal fatto che ha sul tetto una sottospecie di recinzione.
- Armamento previsto

3 mitragliatrici
- Ingressi

- Dati relativi a aprile 2007
- Coordinate geografiche: 46°47′31.83″N 11°39′01.77″E

### Opera 22
- Come raggiungere l'opera

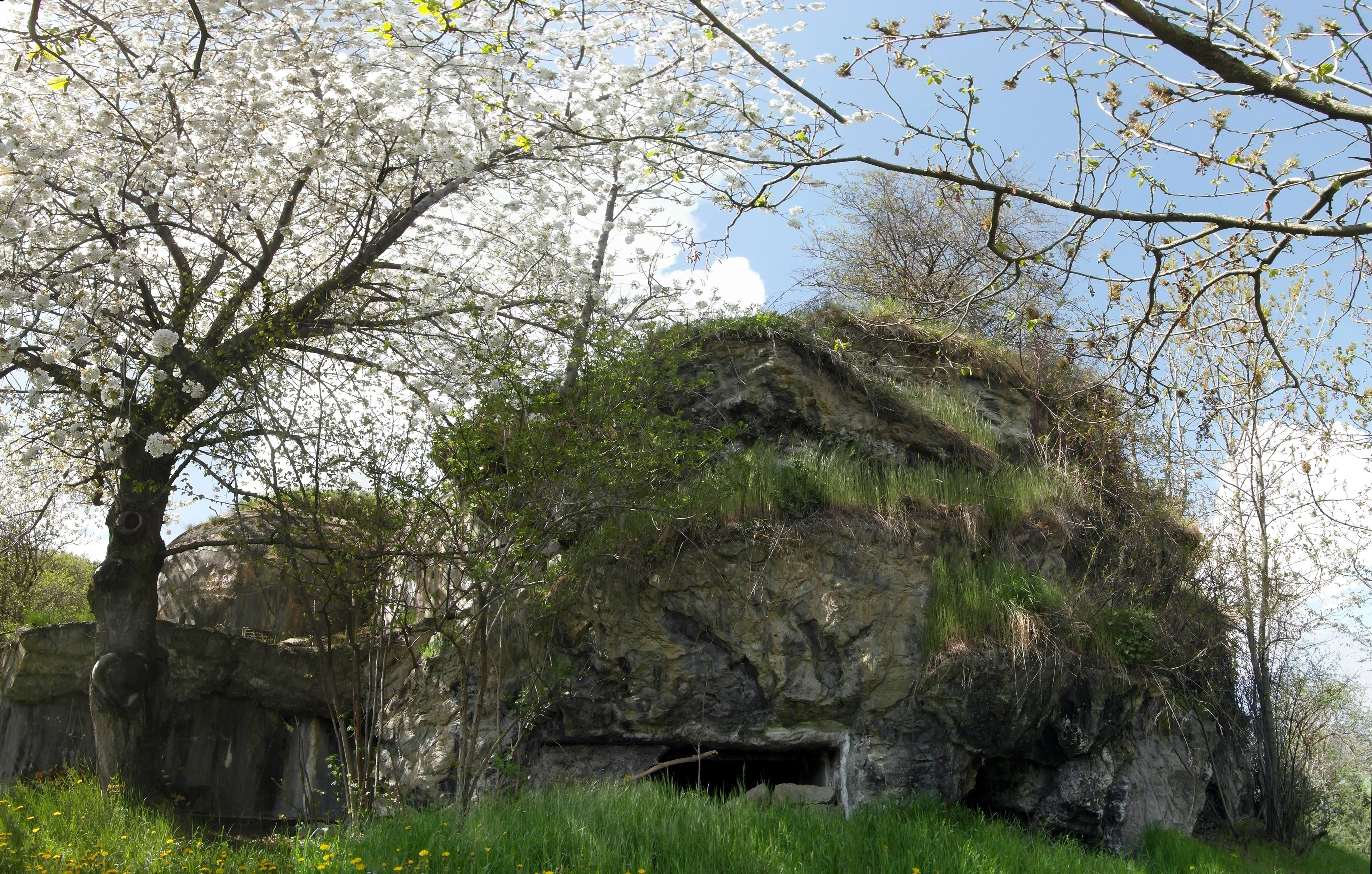
Vista dell'opera 22

L'opera si trova sopra al paese di Spinga, poco al di sotto del parcheggio denominato Wetterkreuz e quindi sotto l'opera 23. Facilmente raggiungibile da li, scendendo il ripido e sconnesso sentiero n. 5.
- Caratteristiche

L'opera di media grandezza risulta costruita interamente in calcestruzzo. Il suo armamento previsto consisteva in 1 fucile mitragliatore e 3 mitragliatrici.
L'opera risulta essere di proprietà privata del contadino che detiene il maso attiguo e presenta un ingresso chiuso con un porta di legno.
- Armamento previsto

1 fucile mitragliatore e 3 mitragliatrici
- Ingressi

1 ingresso
- Dati relativi a maggio 2013
- Coordinate geografiche: 46°47′42.53″N 11°39′00.48″E

### Opera 23
- Come raggiungere l'opera

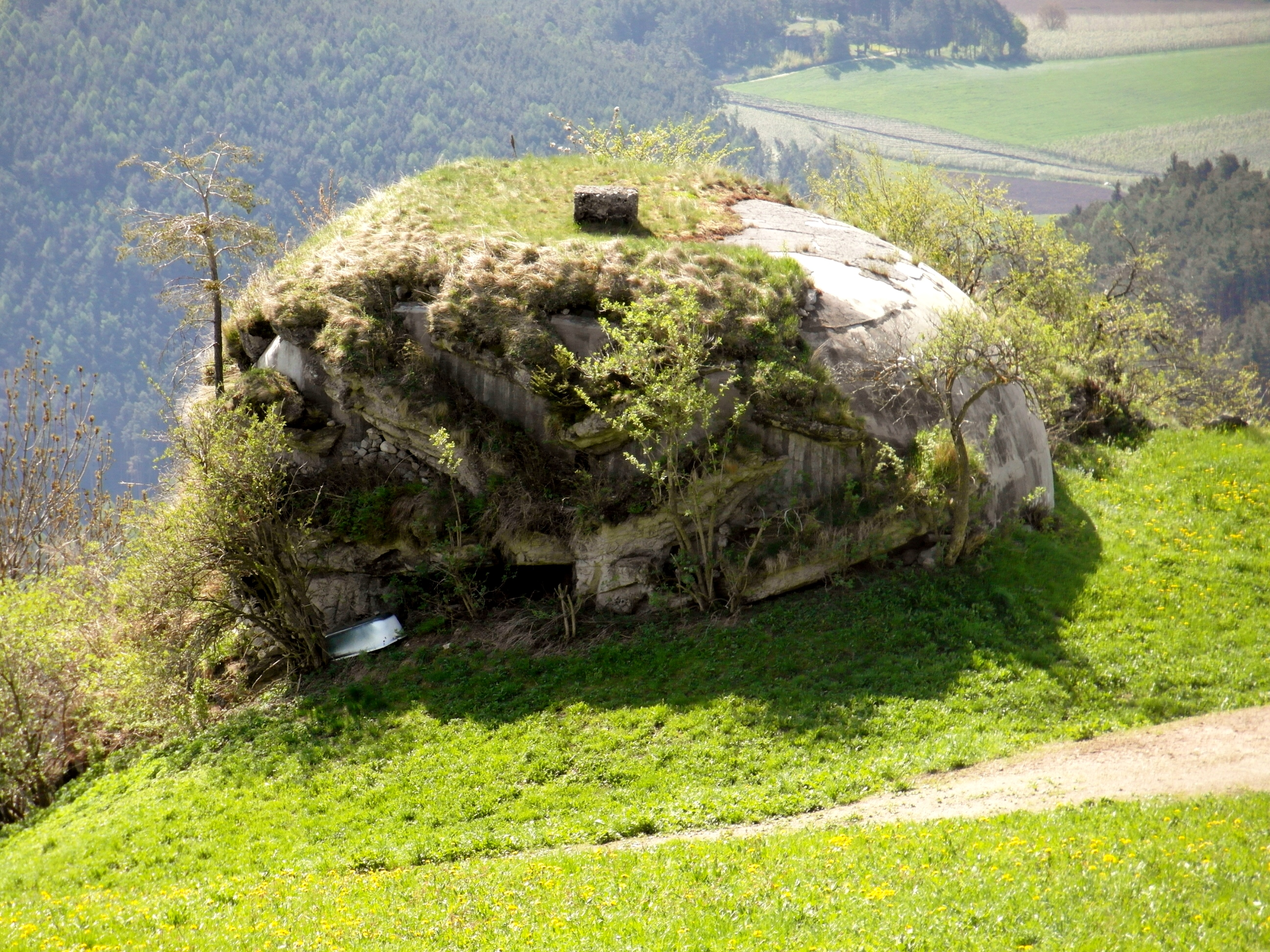
Vista dell'opera 23

L'opera si trova sopra al paese di Spinga, poco al di sotto del parcheggio denominato Wetterkreuz, di poco sopra all'opera 22.
- Caratteristiche

L'opera di media grandezza risulta costruita interamente in calcestruzzo. Il suo armamento previsto consisteva in 3 mitragliatrici.
L'opera risulta essere di proprietà privata, del contadino che detiene il maso attiguo.
- Armamento previsto

3 mitragliatrici
- Ingressi

1 ingresso
- Dati relativi a maggio 2013
- Coordinate geografiche: 46°47′41.38″N 11°38′56.38″E

### Opera 24
- Come raggiungere l'opera

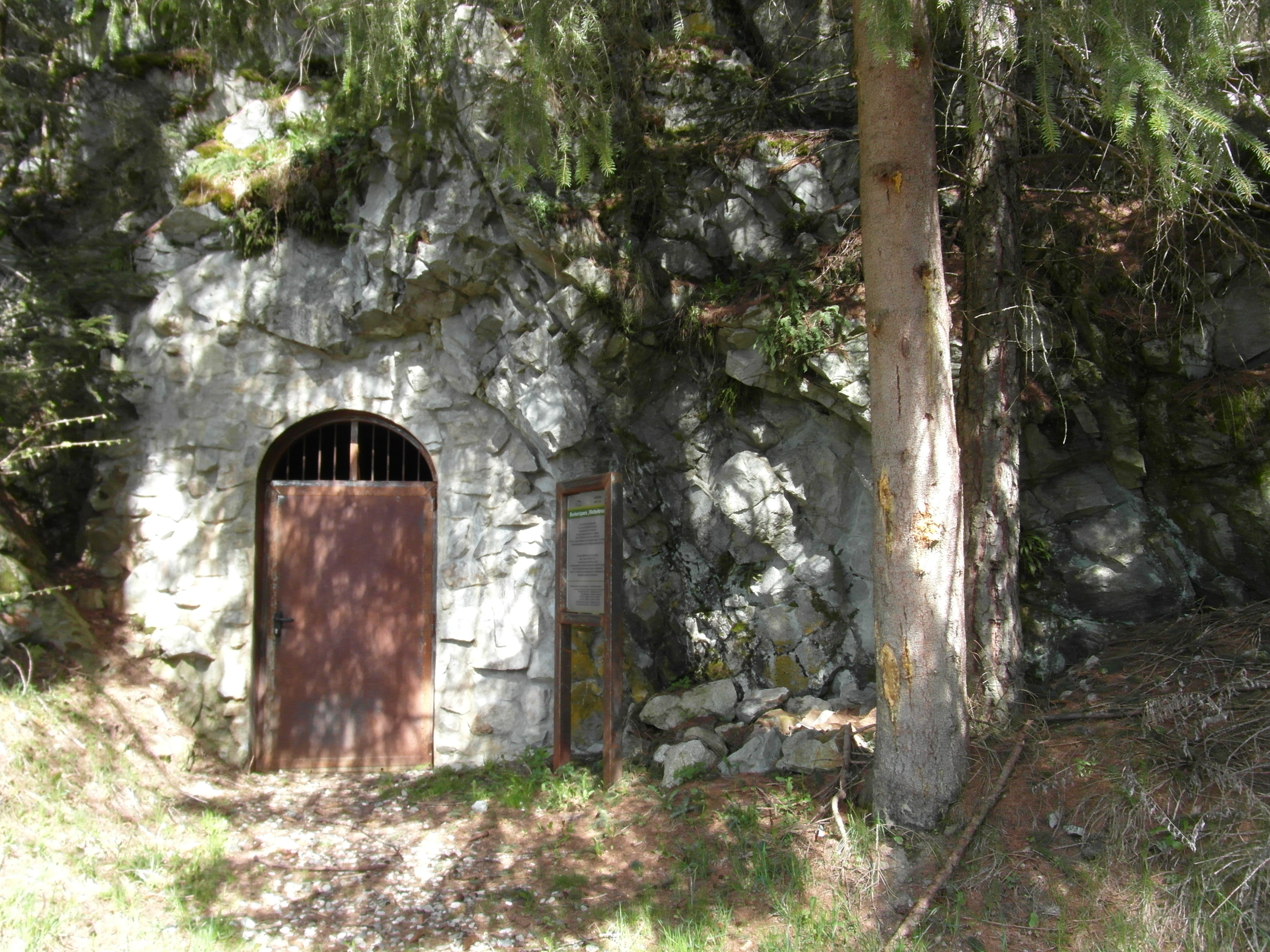
L'ingresso basso dell'opera 24

L'opera si trova sopra al paese di Spinga, dove si trova il parcheggio denominato Wetterkreuz.
- Caratteristiche

L'opera di grande grandezza risulta costruita interamente in calcestruzzo. Al suo interno si trovano oltre 100 scalini con corridoi di 500 m². Il suo armamento previsto consisteva in 2 fucili mitragliatore e 5 mitragliatrici oltre ad avere in dotazione 2 mortai. Sopra di essa era prevista una torretta. Era considerata un'opera capo gruppo.
L'opera risulta essere di proprietà del comune di Rio Pusteria, visitabile solamente previo appuntamento.
- Armamento previsto

2 fucile mitragliatore, 5 mitragliatrici, 2 mortai e 1 torretta
- Ingressi

2 ingressi
- Dati relativi a maggio 2013
- Coordinate geografiche: 46°47′50.73″N 11°38′48.67″E

### Opera 26
- Come raggiungere l'opera

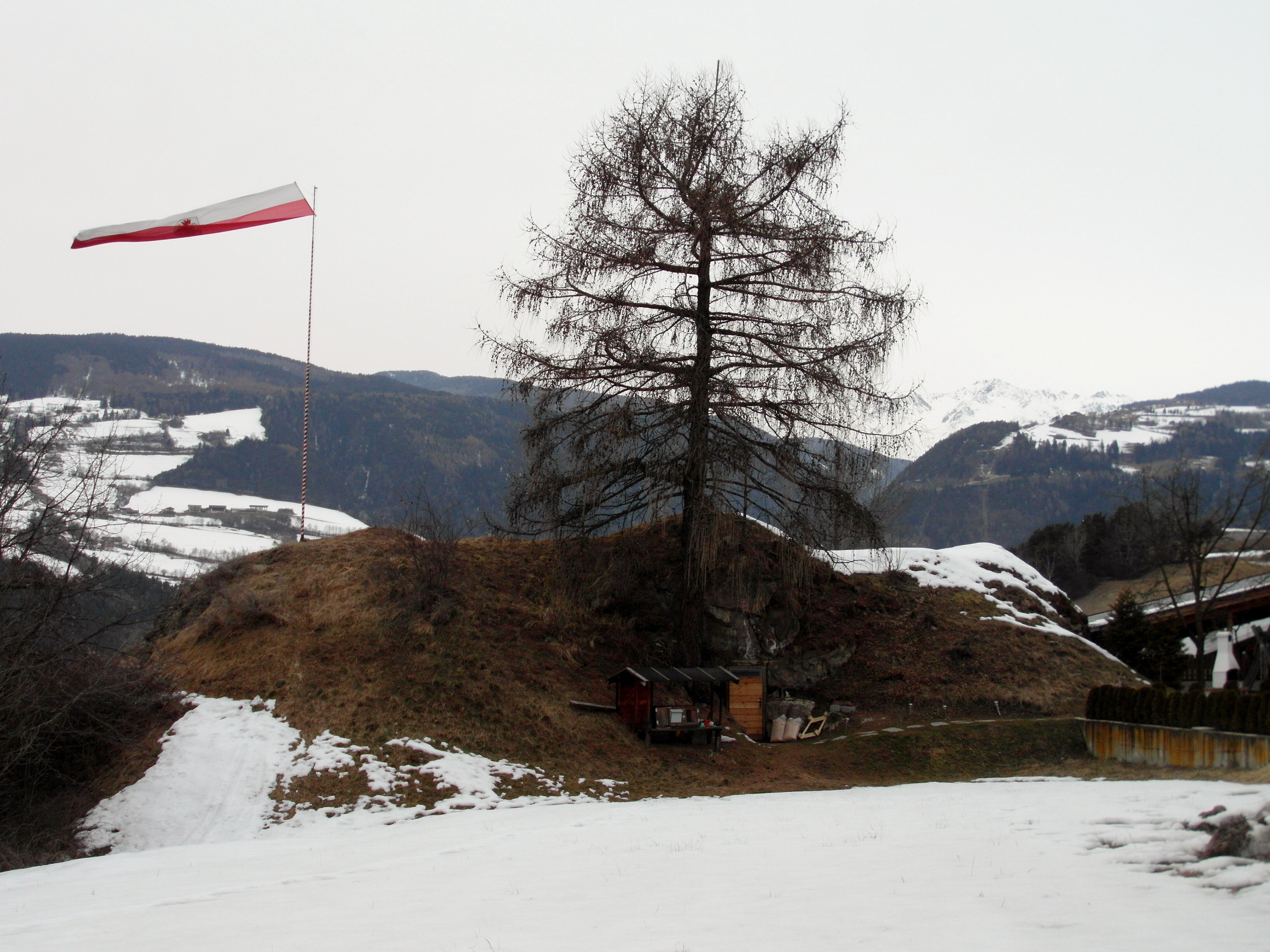
Vista del retro dell'opera 26

L'opera si trova grossomodo nel mezzo del paese; salendo lungo la strada per Rodengo, appena raggiunte le prime case, sulla destra si cela l'opera 26. Facilmente raggiungibile dal campetto di calcetto.
- Caratteristiche

L'opera di media grandezza risulta costruita interamente in calcestruzzo. L'opera risulta essere di proprietà privata dato che uno dei suoi ingressi risulta sostituito da una moderna porta; è quindi internamente non visitabile. Sulla sua sommità si trova un palo che espone la bandiera sudtirolese.
- Armamento previsto

1 fucile mitragliatore e 3 mitragliatrici
- Ingressi

1 ingresso
- Dati relativi a febbraio 2013
- Coordinate geografiche: 46°46′50.83″N 11°41′17.87″E

### Opera 28
- Come raggiungere l'opera

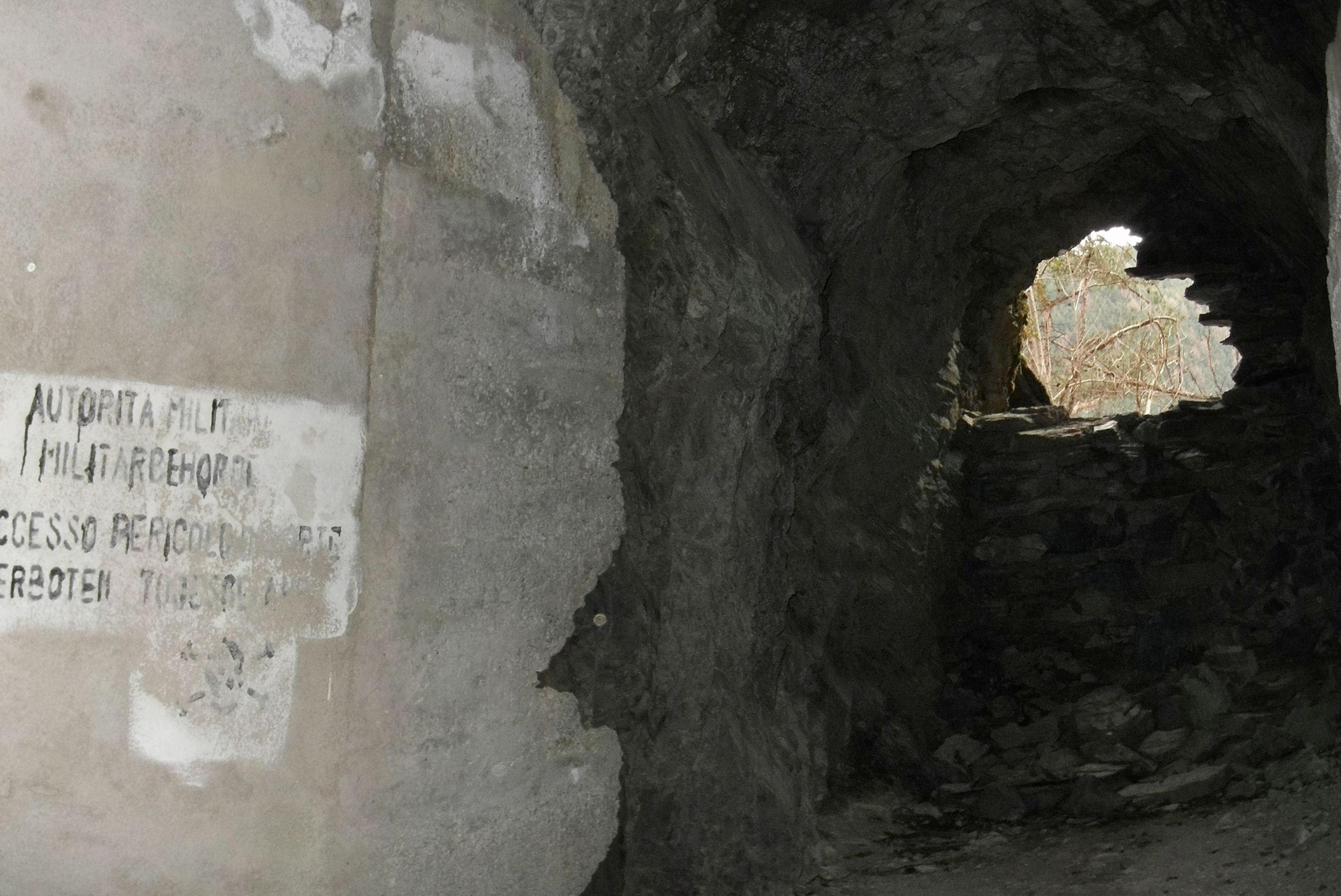
Uno degli ingressi non completati dell'opera 28

L'opera si trova al di sotto del castello di Rodengo, scendendo lungo il sentiero n. 1 per due tornanti. L'opera 28 si trova prendendo la deviazione dal sentiero a sinistra, al di sotto di questa spianata.
- Caratteristiche

L'opera di media grandezza risulta scavata nella roccia. Anche quest'opera, nonostante sia stata completata negli scavi, ha alcune parti non complete, come i malloppi esterni. Si sviluppa principalmente su un piano, ma presenta alcune scalinate che conducono ai malloppi.
- Armamento previsto

4 mitragliatrici
- Ingressi

1 ingresso
- Dati relativi a febbraio 2013
- Coordinate geografiche: 46°46′22.66″N 11°41′05.27″E

### Opera 29
- Come raggiungere l'opera

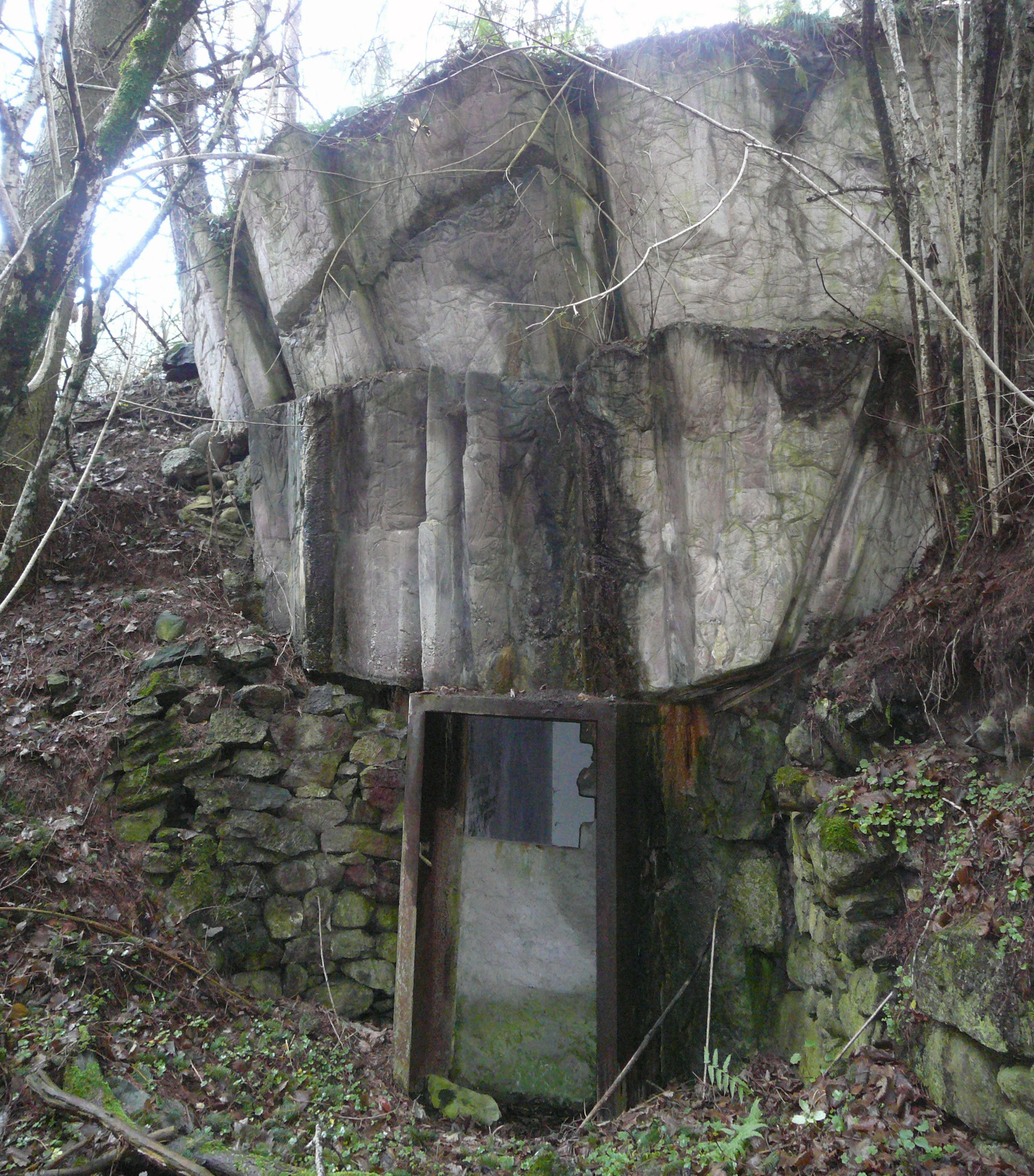
La porta garitta dell'opera 29

Dall'opera 30, si prosegue lungo il sentiero n. 1 che conduce al castello di Rodengo fino ad arrivare alla vecchia centrale elettrica e al ponte che oltrepassa il fiume Rienza. Prima del ponte, seguendo la corrente sulla riva destra del fiume si scorge l'opera 29, probabilmente posta a difesa del ponte stesso.
- Caratteristiche

Opera media scavata nella roccia e in calcestruzzo. I due ingressi, posti sul lato sud-est dell'opera sono differenti, in quanto uno di questi è dotato di porta garitta. Quest'opera si sviluppa su due livelli, dove al livello inferiore si trovano due camerate (con la scala di emergenta nel mezzo delle due camerate). Al suo interno si trovano scritte accuratamente dipinte che indicano in sola lingua italiana le principali direzioni (uscita, scala, scala di sicurezza, ritirata). L'opera era armata con tre mitragliatrici su tre piastre corazzate.
- Armamento previsto

3 mitragliatrici, 2 mortai
- Ingressi

due ingressi, di cui uno con “porta garitta”
- Dati relativi a novembre 2012
- Coordinate geografiche: 46°46′19.64″N 11°40′46.77″E

### Opera 30

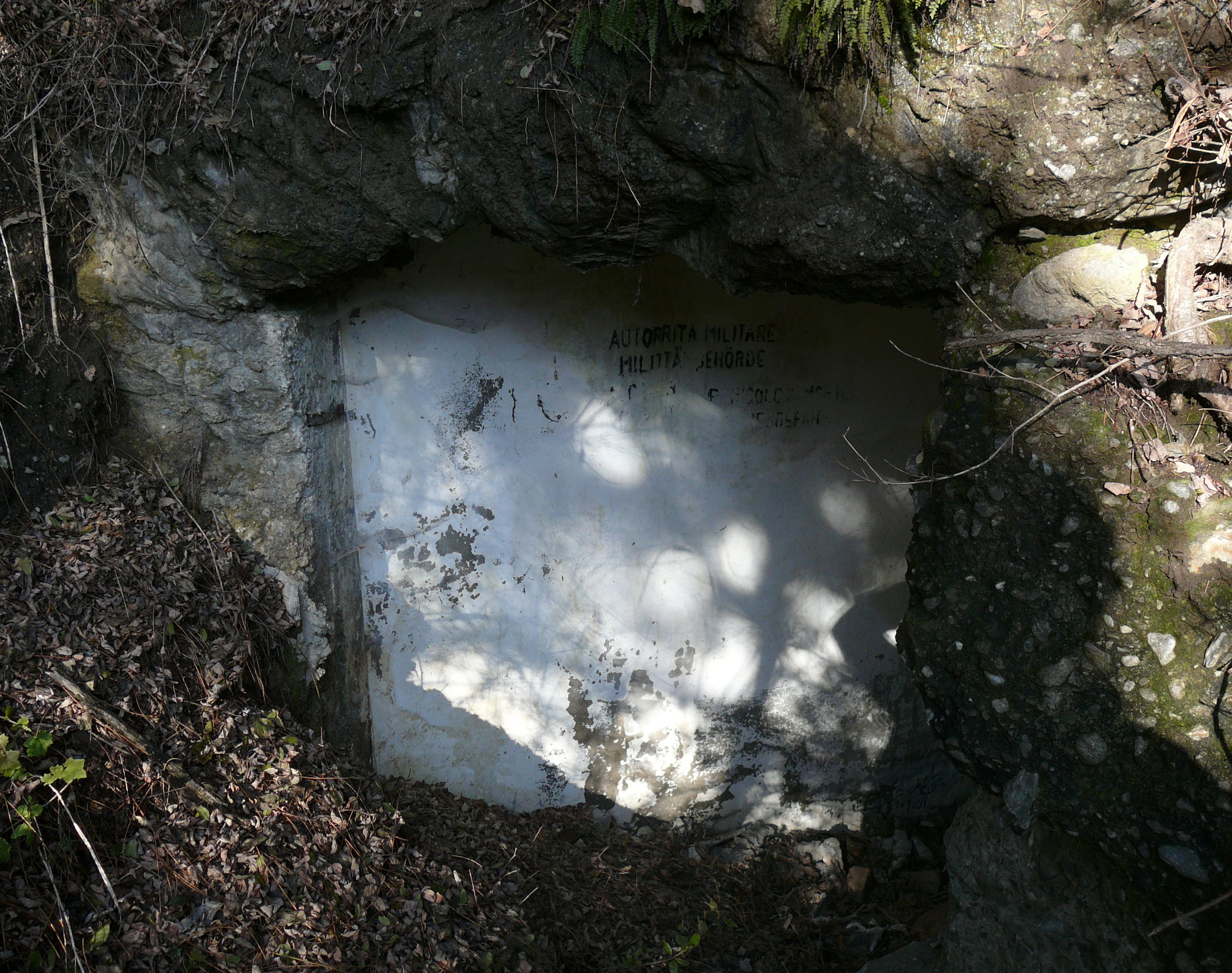
Ingresso dell'opera 30

- Come raggiungere l'opera

Partendo dal paese di Sciaves, si seguono le indicazioni per raggiungere la località Rundl, ovvero il sentiero n. 1A che, seguendo una strada asfaltata, scende verso la Rienza. Subito dopo il primo tornante di questa stradina, ovvero dopo aver superato i due pali dell'alta tensione, si può intravedere l'opera 30 al margine inferiore della strada.
- Caratteristiche

Opera media in calcestruzzo, con uno sviluppo su due piani e con un armamento previsto di un fucile mitragliatore e tre mitragliatrici. All'interno dell'opera si trovano infatti quattro locali con feritoie, ma solo due corazzate. Al piano inferiore si trovano due camerate, dove la scala secondaria scende in fondo ad una delle due.
- Armamento previsto

1 fucili mitragliatori, 3 mitragliatrici
- Ingressi

due ingressi
- Dati relativi a novembre 2012
- Coordinate geografiche: 46°47′20.03″N 11°40′35.67″E

### Opera 31
- Come raggiungere l'opera

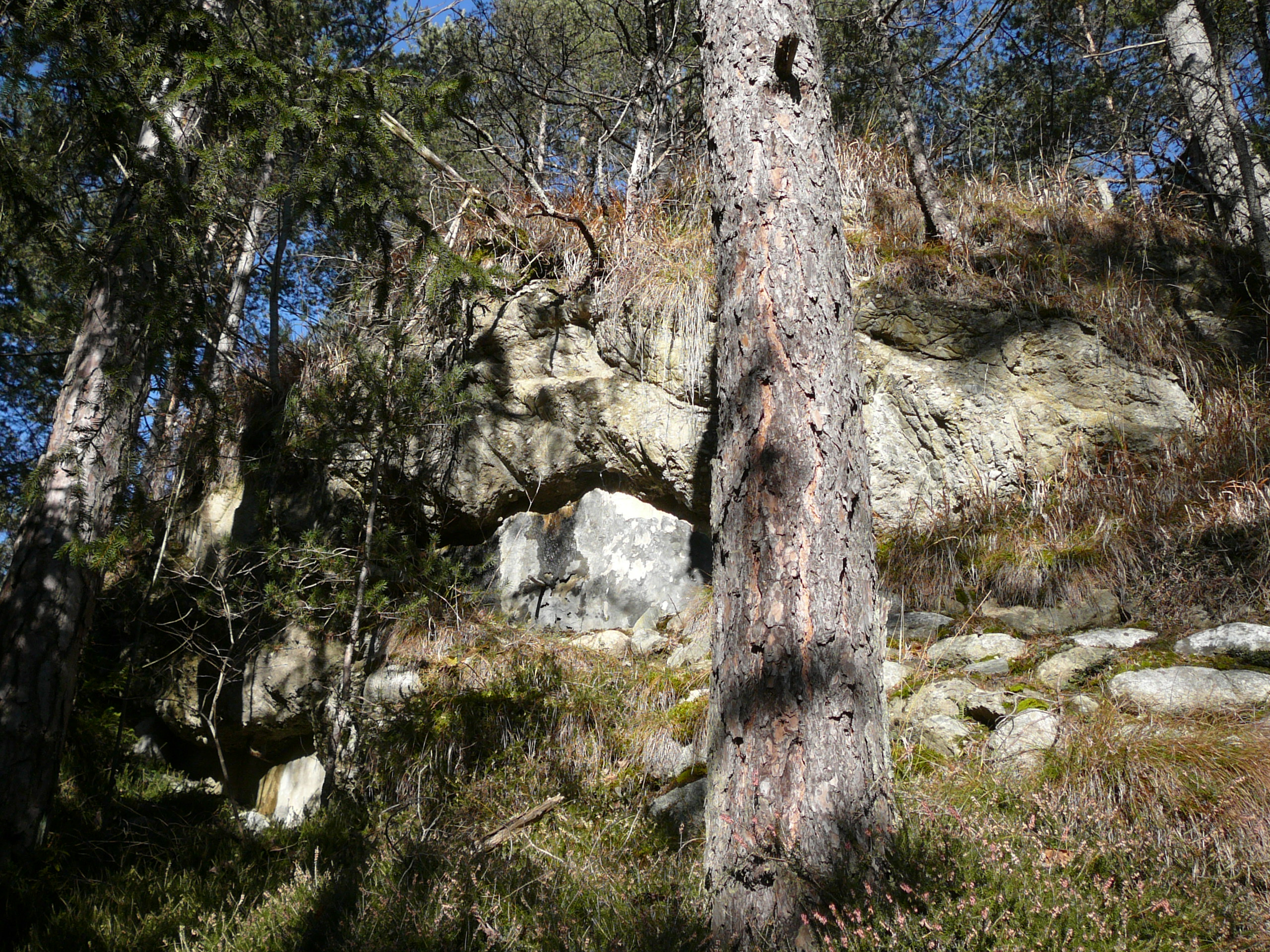
Una parte dell'opera 31

Raggiunta l'opera 33, si prosegue lungo il sentiero che conduce a Rio di Pusteria (Cikilyweg); dopo una cinquantina di metri in discesa, prima della svolta a sinistra del sentiero stesso, si prende a destra una strada militare che scende pian piano. La si deve percorre tutta, passando accanto ad alcune cisterne per l'acqua, fino a che la discesa diventa maggiormente ripida. In breve si arriva ad una piccola radura, dove finisce anche la strada diritta. Qui, sotto ai vostri piedi si trova l'opera.
- Caratteristiche

Quest'opera viene considerata come un ricovero. In realtà l'opera si presenta di media grandezza e costruita con calcestruzzo e, oltre ad avere due ingressi, l'opera si sviluppa su un unico piano. La particolarità di quest'opera sta nella conformazione dei locali interni, disposti in maniera diversa rispetto alle opere vicine. Inoltre, quest'opera era progettata per ospitare ben quattro fucili mitragliatori (anche se al suo interno si trovano soltanto due locali con feritoia, di cui solo una corazzata) e due mortai. Una possibile spiegazione della mancanza di altre due feritoie potrebbe essere giustificata dal fatto che i lavori non erano stati finiti e quindi si è preferito diminuire armamento originale previsto.
- Armamento previsto

4 fucili mitragliatori e 2 mortai
- Ingressi

due ingressi
- Dati relativi a novembre 2012
- Coordinate geografiche: 46°46′41.63″N 11°40′51.97″E

### Opera 33
- Come raggiungere l'opera

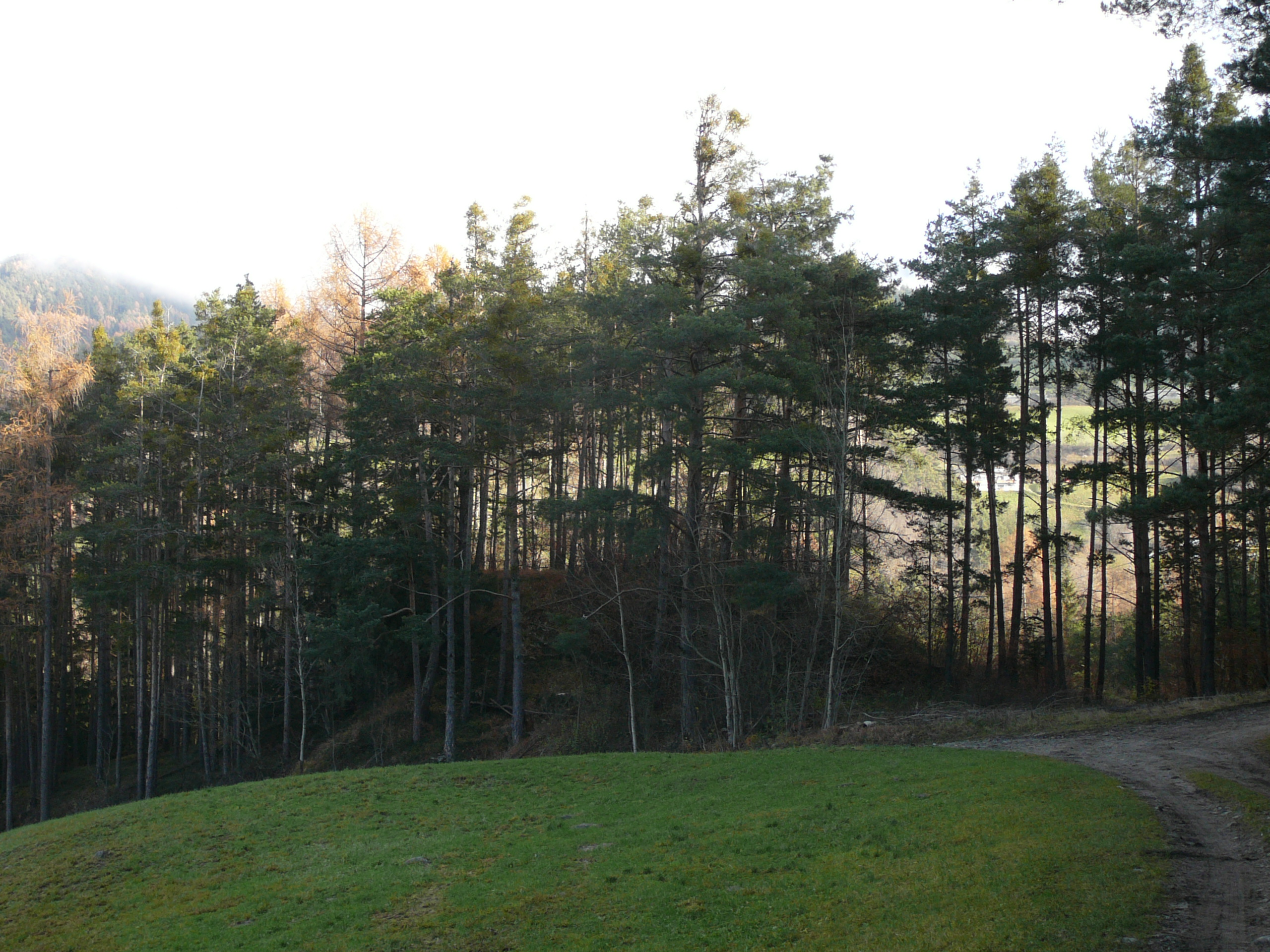
Vista da sud dell'opera 33

L'opera si trova pressoché vicina all'opera 34; arrivati a quest'opera si prosegue lungo il sentiero n. 3B in direzione di Rio di Pusteria, e dopo pochi metri si scorge l'opera 33, giusto al bivio tra il sentiero 3B e quello denominato Steger Bühel.
- Caratteristiche

Quest'opera di media grandezza e costruita con calcestruzzo. Oltre ad avere due ingressi, l'opera si sviluppa su due piani, collegati da una scalinata centrale più una seconda di emergenza. Al piano inferiore sono presenti due camerate, dove la scala d'emergenza scende in mezzo alle due. Particolare in questa opera è il numero cardinale posto presso ogni locale.
- Armamento previsto

3 mitragliatrici
- Ingressi

due ingressi
- Dati relativi a novembre 2012
- Coordinate geografiche: 46°46′48.13″N 11°40′20.97″E

### Opera 34

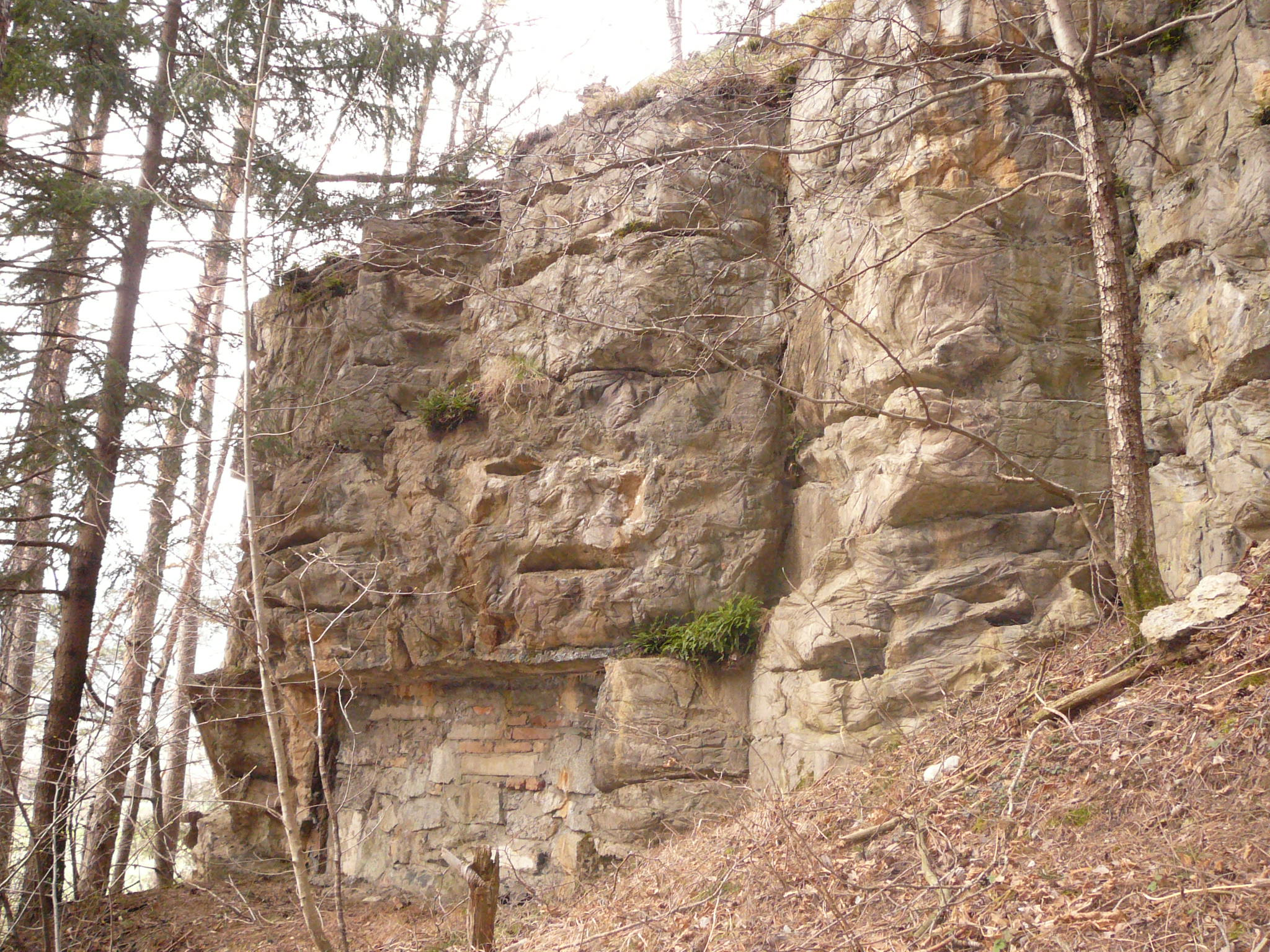
L'opera 34

- Come raggiungere l'opera

Parcheggiato presso il Putzerhof, ristorante posto all'inizio della Pusteria, si torna a piedi un poco indietro in direzione Bressanone. Bisogna quindi attraversare la statale, e passare sotto la ferrovia. Fatto questo, presso il limite del bosco, si trovano le feritoie dell'opera.
- Caratteristiche

L'opera ha 2 ingressi, di cui uno murato e sotterrato. All'interno si può vedere lo stato di degrado in cui è oggi, infatti è oggetto di feste di giovani, che ne hanno devastato gli interni, con scritte e bruciando materiale portato, come materassi e divani.
L'opera potrebbe essere demolita nel futuro prossimo, forse anche a causa di questi degradi, nonostante essa fu l'unica opera di questo sbarramento ad essere stata allestita ed armata, a titolo di "opera tipo". Era inoltre l'opera capo gruppo.
- Armamento previsto

4 mitragliatrici, 1 fucile mitragliatore e 1 torretta
- Ingressi

L'opera ha 2 ingressi
- Dati relativi a aprile 2007
- Coordinate geografiche: 46°46′42.76″N 11°40′12.68″E

### Opera 35
- Come raggiungere l'opera

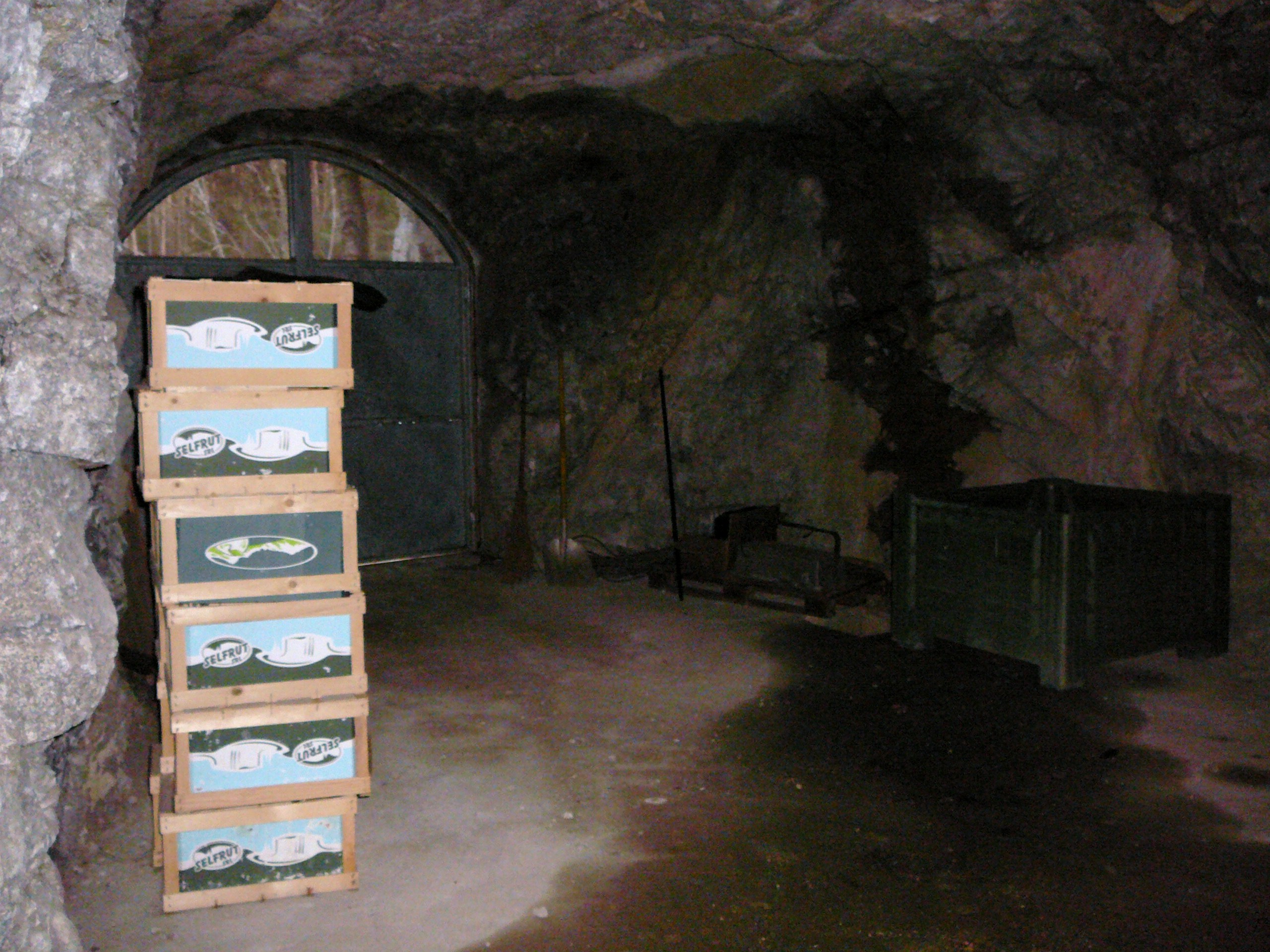
L'ingresso chiuso dell'opera 35

L'opera si articola poco a nord della statale della Pusteria. Facilmente riconoscibile da una grande porta metallica grigia.
- Caratteristiche

L'opera è tutt'altro che completa; al suo interno si possono infatti notare alcune delle tecniche utilizzate per la costruzione delle opere del Vallo (piccole strutture in legno che servivano a formare alcune strutture in calcestruzzo).
- Nome in codice (in ambito NATO): Monza
- Armamento previsto

4 mitragliatrici
- Ingressi

L'opera ha il suo ingresso principale sotterrato ed incompleto, un ingresso sigillato da un moderno portone metallico.
- Dati relativi a dicembre 2009
- Coordinate geografiche: 46°46′44.26″N 11°40′14.87″E

### Opera 36

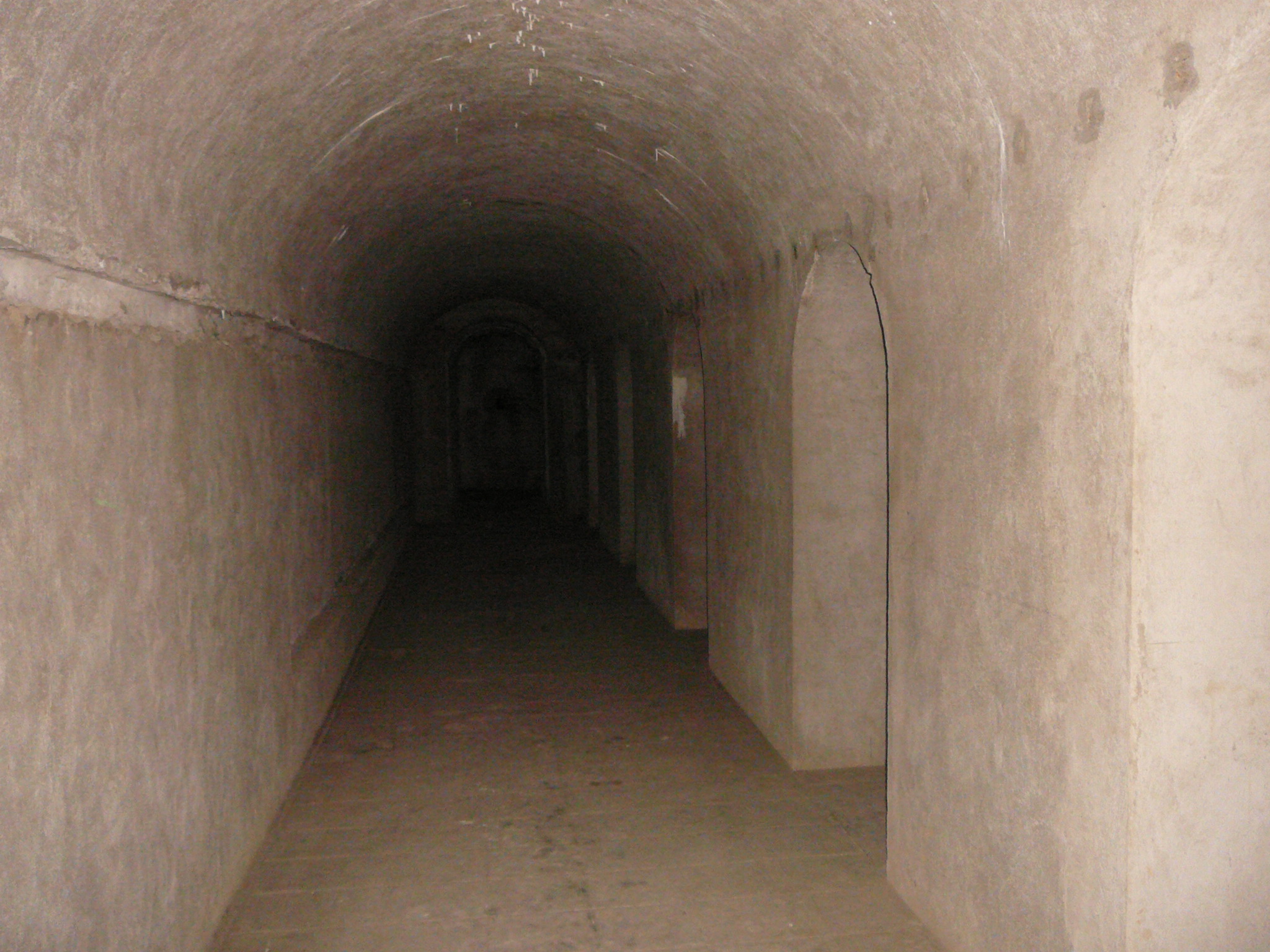
Uno dei corridoi di un ricovero dell'opera 36

- Come raggiungere l'opera

Si continua con la strada sterrata dall'opera 38, e si eseguono 2 tornanti, al secondo, sulla sinistra, dentro un campo di mele si trovano due degli ingressi del primo ricovero. Proseguendo per la stradina, ci si imbatte nell'ingresso del secondo ricovero.
- Caratteristiche

L'opera consta di almeno 2 (più probabilmente 4) caverne-ricovero scavate interamente nella roccia. Queste caverne sono adibite a ricovero, in quanto entrambe poste a poca distanza l'una dall'altra, hanno la prima 4 e la seconda 2 ingressi, e 2 ampie camerate; dicasi che potevano ospitare ben 500 persone e i suoi ingressi erano talmente larghi da poterci far entrare una camionetta OM CL52.
Attorno all'ingresso delle caverne e sulla cima dell'altura sono presenti diverse trincee; questo territorio rientrava nell'area addestrativa delle truppe austro-ungariche, che si preparavano a questa tipologia di guerra. Probabilmente il primo ricovero è stato oggetto di un incendio, in quanto tutta coperta di fuliggine in una delle sue grandi camerate.
- Nome in codice (in ambito NATO): Casina
- Armamento previsto

prive di armamento se non per una torretta incompleta
- Ingressi

Il primo ricovero ha 4 ingressi
Il secondo ricovero ha 2 ingressi
- Dati relativi a ottobre 2011
- Coordinate geografiche: 46°46′33.56″N 11°40′17.39″E

### Opera 37
- Come raggiungere l'opera

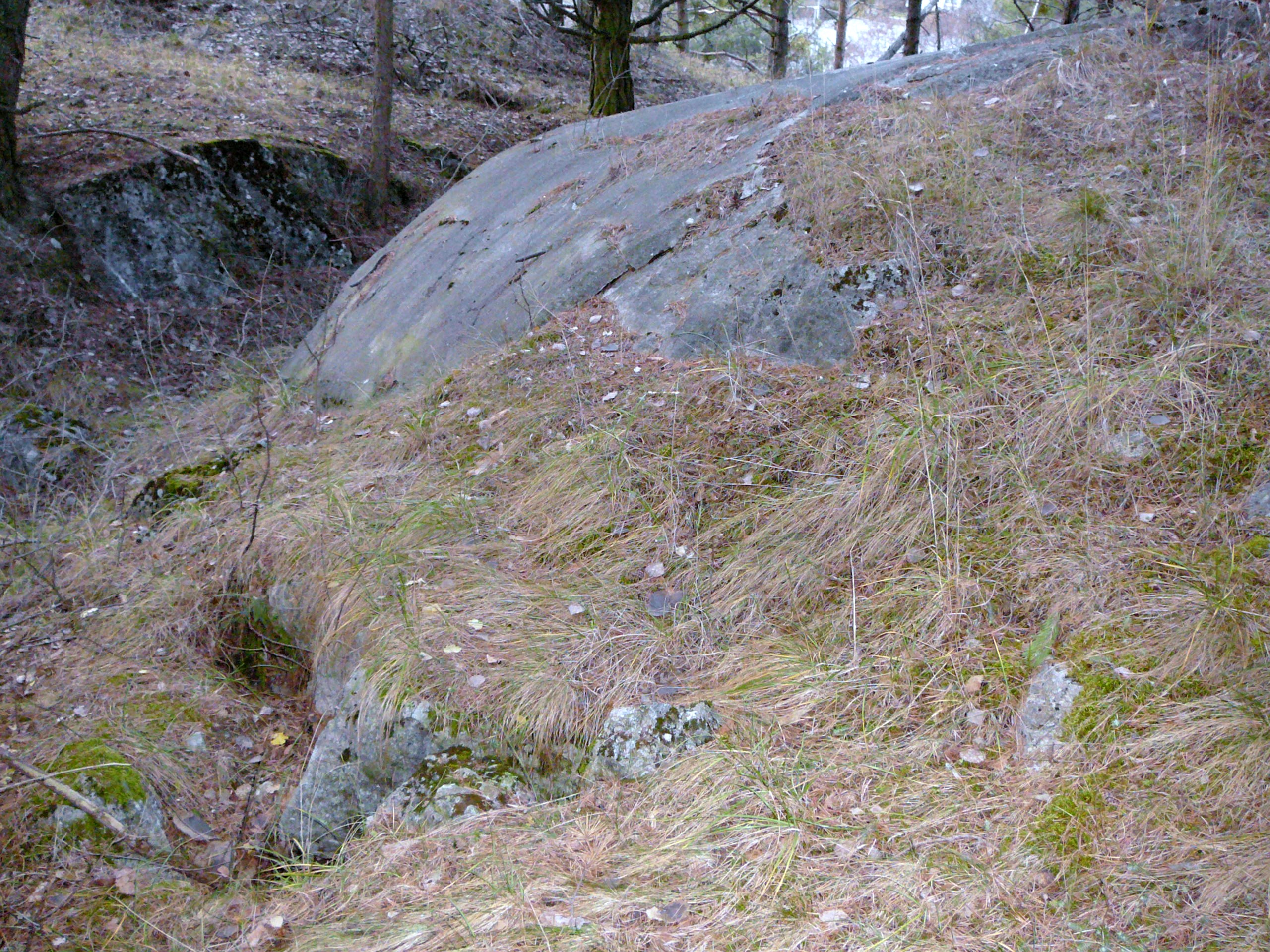
Resti dell'opera 37

L'opera si trova presso il limite occidentale della Val Pusteria, ovvero tra la ferrovia e il viadotto che collega la valle con il paese di Sciaves.
- Caratteristiche

L'opera di medie dimensioni in calcestruzzo oggi non è più visibile, in quanto se ne possono solo rilevare alcuni pezzi, e alcuni suoi tratti. Gli ingressi e i suoi malloppi non sono riscontrabili.
L'opera 37 era un magazzino di esplosivi, prima usato dalla Todt e gli ultimi mesi di guerra anche dai militari tedeschi in zona per la preparazione della linea difensiva alpina.
Con l'arrivo del primo inverno di pace il materiale rimasto in deposito (probabilmente del tritolo) veniva usato sia per accendere il fuoco casereccio che come combustibile. La cosa iniziò per iniziativa di qualche reduce, che si suppone fosse un conoscitore degli esplosivi, e poi l'uso si allargò a macchia d'olio da parte di tanti civili in zona. Una giovane coppia di Bressanone, notificò la famiglia circa le intenzioni di andare a fare "la spesa" presso l'opera in questione. Nella tarda mattinata del febbraio del 1946, un'esplosione scosse tutta la conca di Naz-Sciaves, l'opera fu polverizzata dall'interno e la coppia non rientrò mai a casa, per cui si presume polverizzata nell'accaduto. Esistono molti testimoni che mentre studiavano presso il collegio di suore di Rio Pusteria udirono tale frastuono acustico.
- Armamento previsto

4 mitragliatrici
- Ingressi

Non è possibile stabilire il numero degli ingressi
- Dati relativi a dicembre 2009
- Coordinate geografiche: 46°46′28.93″N 11°39′57.82″E

### Opera 38

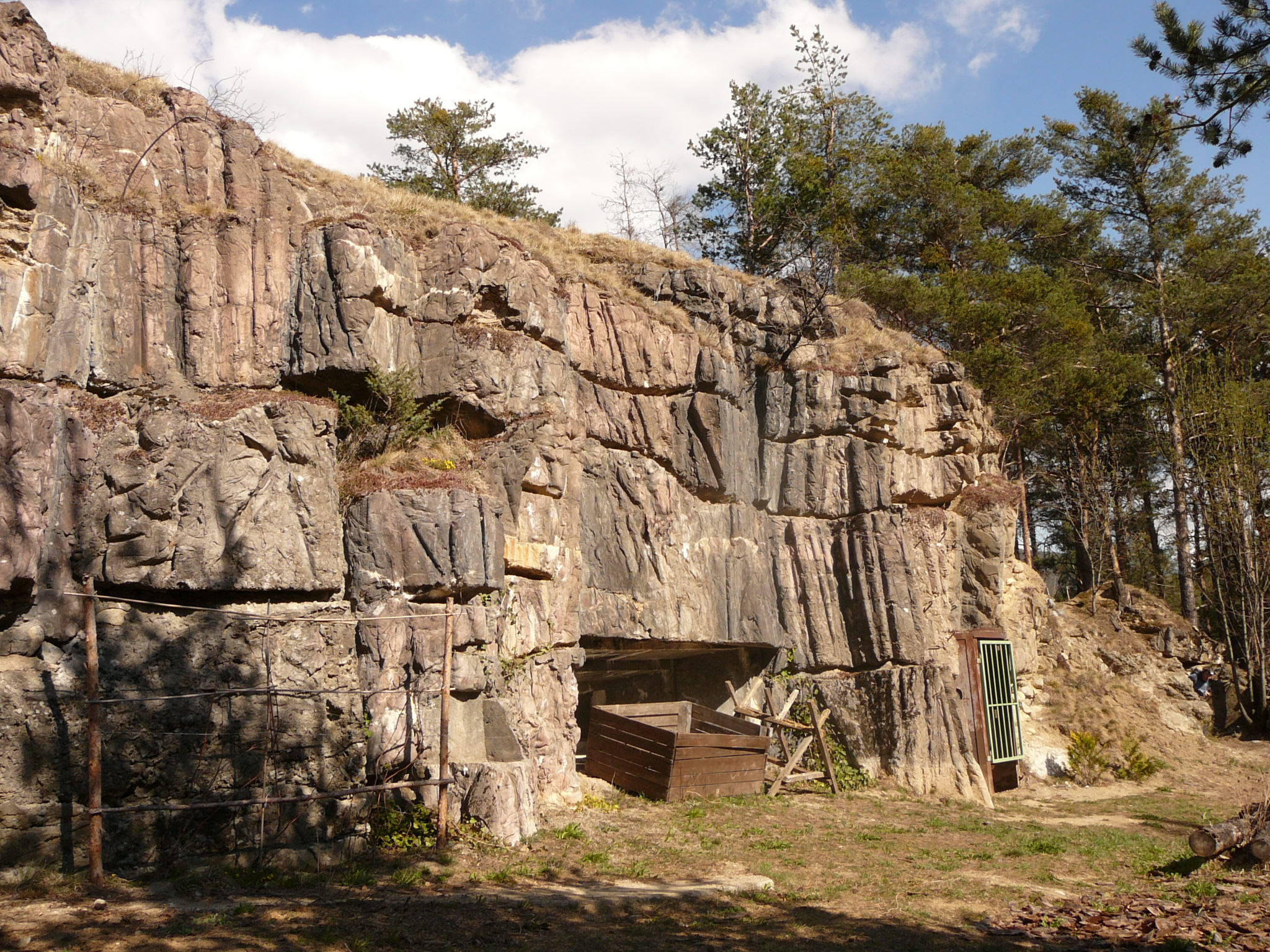
Uno dei fianchi dell'opera 38

- Come raggiungere l'opera

Dal paese di Sciaves, si prende la strada che porta a Fiumes (Viums), e dopo 200 metri circa sulla sinistra, al margine del bosco, si intravedono le feritoie dell'opera, posta sotto il pilone della linea elettrica.
- Caratteristiche

L'opera è di grandi dimensioni, difesa su tutti i lati da feritoie. Ha 2 ingressi, di cui uno bloccato da detriti, e il secondo chiuso a chiave con due porte. Sulla sommità dell'opera si trova una torretta.
L'opera potrebbe entrare a far parte del progetto di recupero e rivalorizzazione da parte della Provincia di Bolzano.
- Armamento previsto

7 mitragliatrici, 1 torretta
- Ingressi

L'opera ha 2 ingressi
- Dati relativi a marzo 2011
- Coordinate geografiche: 46°46′23.81″N 11°40′20.39″E

### Opera 39
- Come raggiungere l'opera

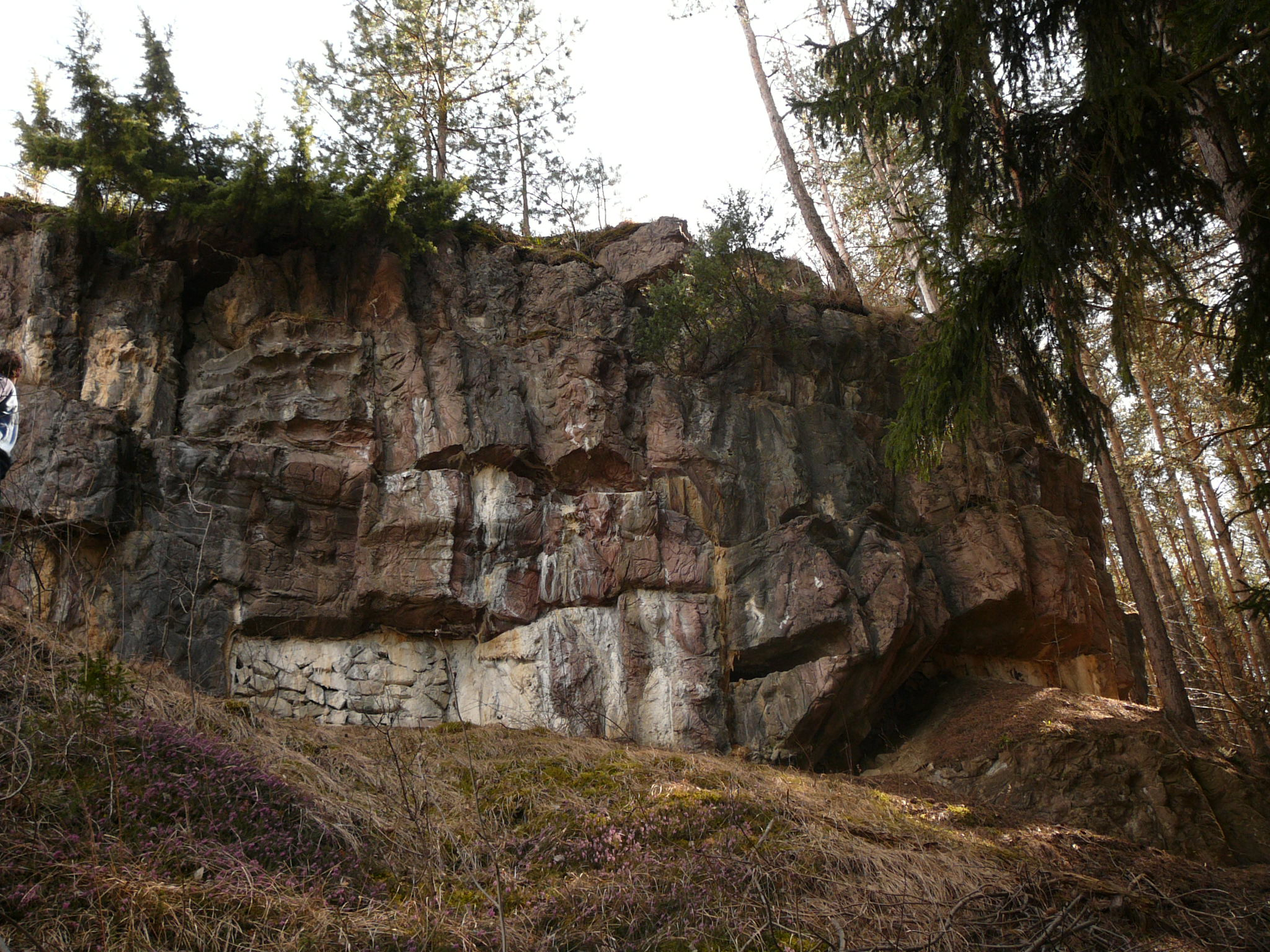
L'opera 39

L'opera si trova a sud dell'opera 38, sotto un alto pilone della linea elettrica, dalla parte opposta della strada.
- Caratteristiche

L'opera è strutturata su due livelli, con due ingressi, di cui uno non proprio agibile, e l'altro aperto.
- Nome in codice (in ambito NATO): Udine
- Armamento previsto

4 mitragliatrici
- Ingressi

L'opera ha 2 ingressi
- Dati relativi a aprile 2013
- Coordinate geografiche: 46°46′14.22″N 11°40′19.4″E

### Opera 40
- Come raggiungere l'opera

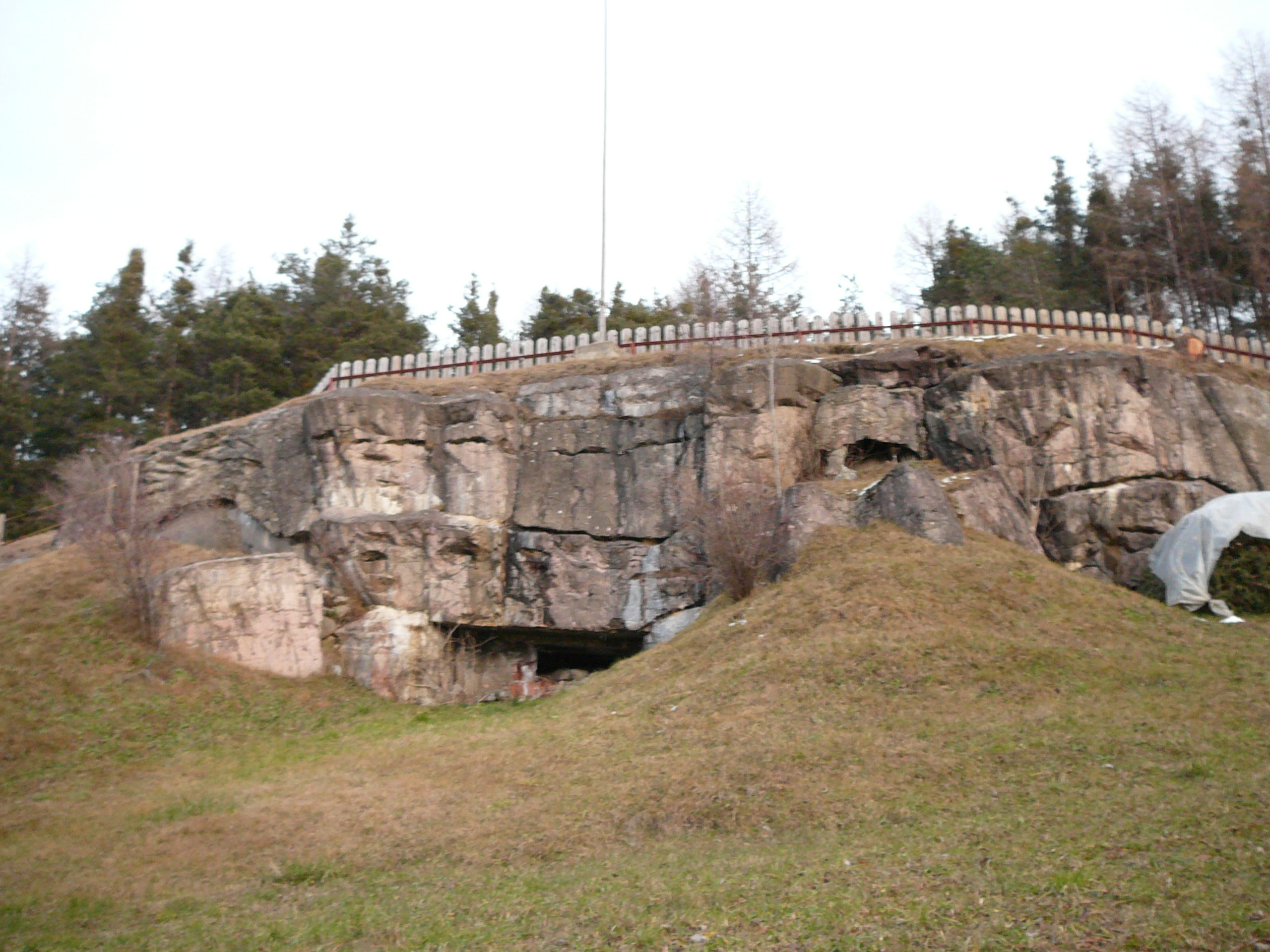
Vista dell'opera 40

L'opera si trova proprio sopra il paese di Sciaves, presso il campo sportivo. È facilmente raggiungibile dal campo, seguendo la via dei 3 paesi.
- Caratteristiche

L'opera è medie dimensioni in calcestruzzo. L'opera era capo gruppo. Al di sopra dell'opera oggi si trova un piccolo parco giochi per bambini, dove lo scivolo sembra poggiare su uno strato "bunkeriano".
- Nome in codice (in ambito NATO): Verona
- Armamento previsto

4 mitragliatrici
- Ingressi

Non risultano ingressi all'opera
- Dati relativi a dicembre 2009
- Coordinate geografiche: 46°46′09.45″N 11°40′03.94″E

### Opera 41

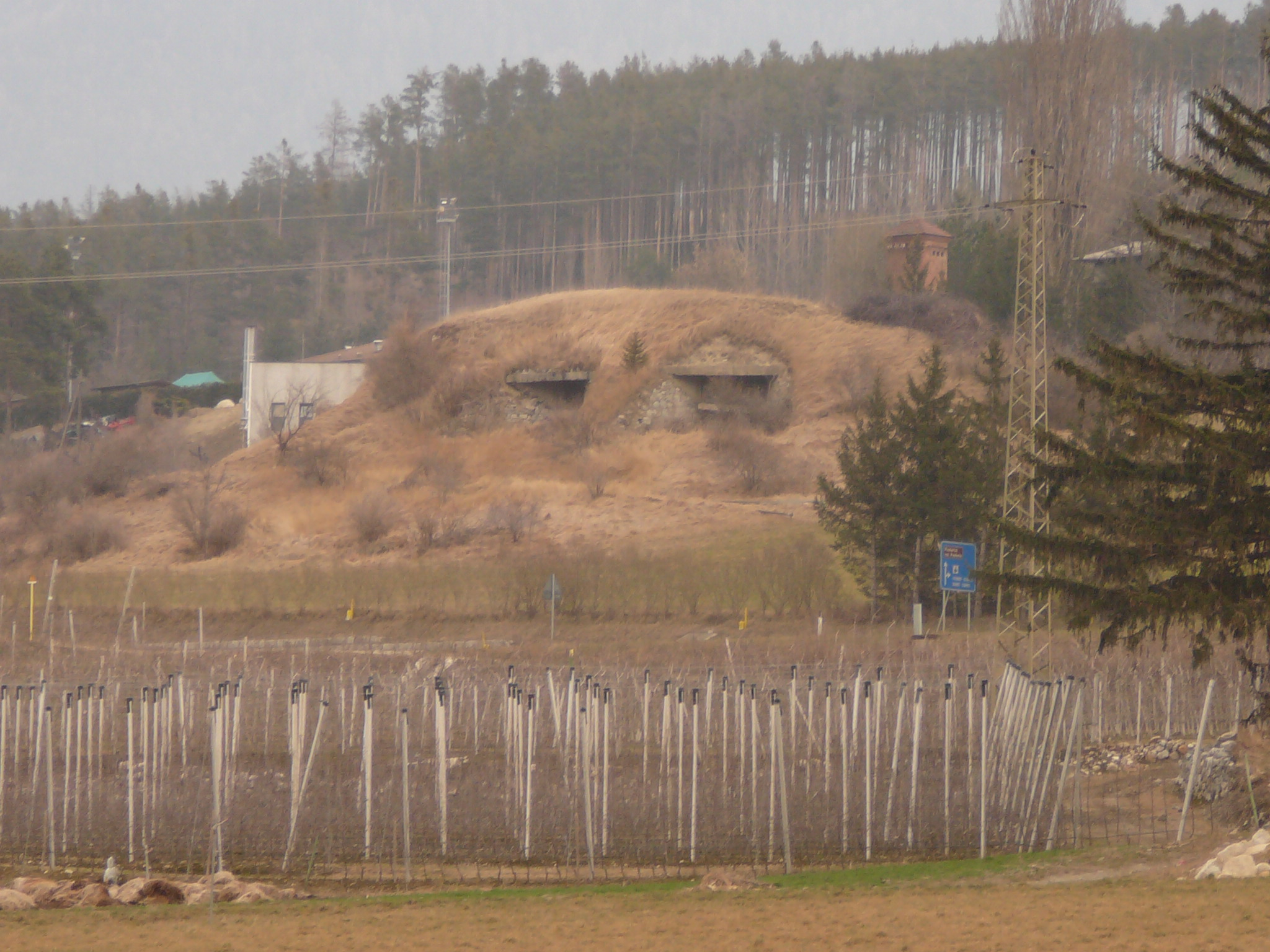
L'opera 41 vista dall'opera 42

- Come raggiungere l'opera

Da Sciaves ci si dirige in direzione di Bressanone; 20 metri prima dello svincolo per Elvas, si trova l'opera, ben visibile dalla strada, in quanto priva di mimetizzazione.
- Caratteristiche

L'opera è medie dimensioni in calcestruzzo, disposta su 2 piani. Attualmente è utilizzata come magazzino dal contadino che possiede il campo lì attorno.
- Nome in codice (in ambito NATO): Cassaro
- Armamento previsto

4 mitragliatrici
- Ingressi

L'opera ha 1 ingresso
- Dati relativi a aprile 2007
- Coordinate geografiche: 46°46′02.28″N 11°39′47.41″E

### Opera 42

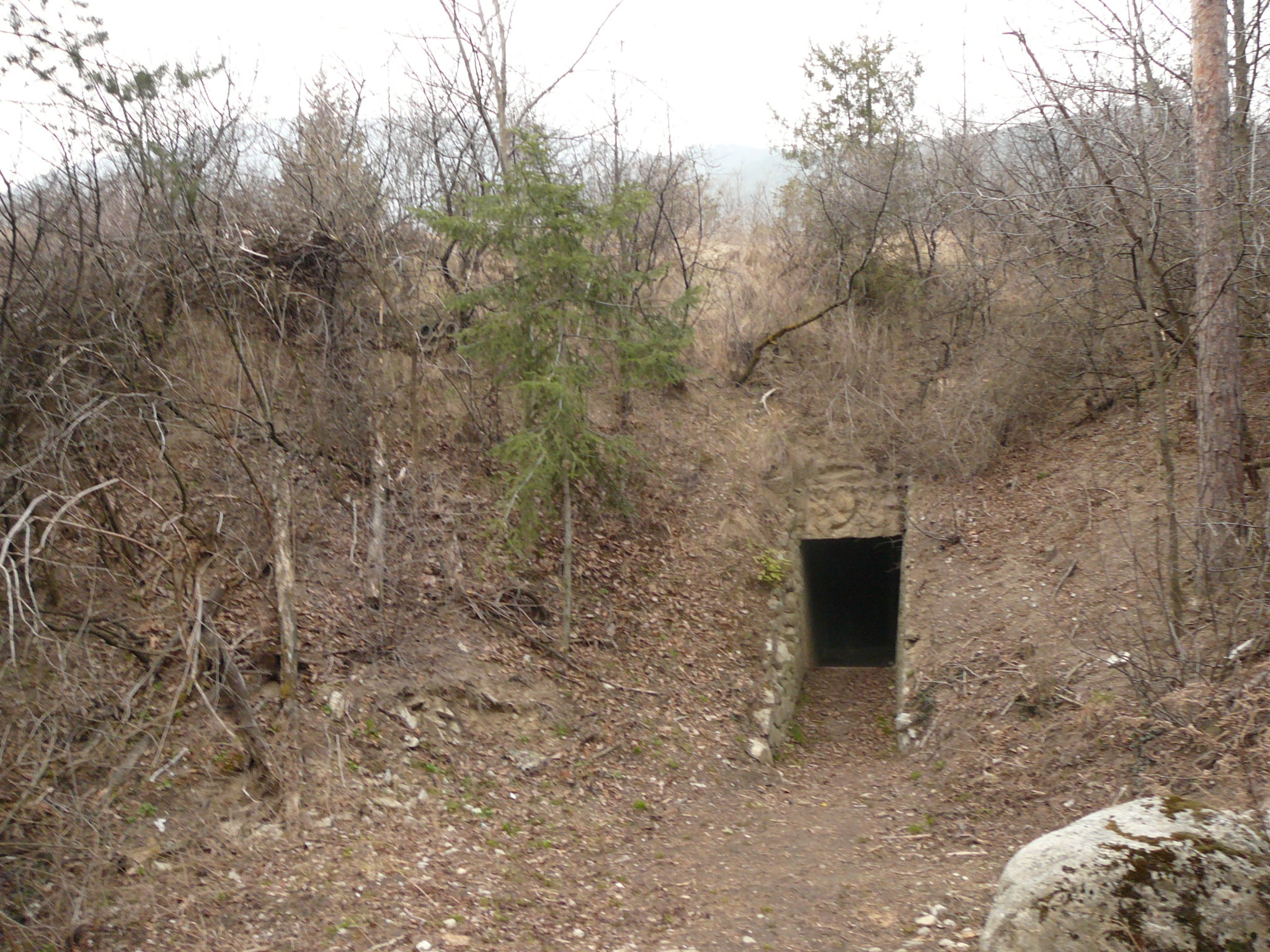
L'ingresso dell'opera 42

- Come raggiungere l'opera

Posta proprio di fronte all'opera 41, dalla parte opposta della strada, è al limite del bosco, scendendo il sentiero.
- Caratteristiche

L'opera è chiusa, ma ha nuove porte di ingresso, in ferro battuto, persino decorate. L'opera è di grandi dimensioni, e attualmente è selvaggiamente immersa nel bosco. L'opera era capo gruppo.
- Armamento previsto

5 mitragliatrici, 1 torretta
- Ingressi

L'opera ha 2 ingressi
- Dati relativi a aprile 2007
- Coordinate geografiche: 46°46′00.35″N 11°39′30.76″E

### Opera 43
- Come raggiungere l'opera

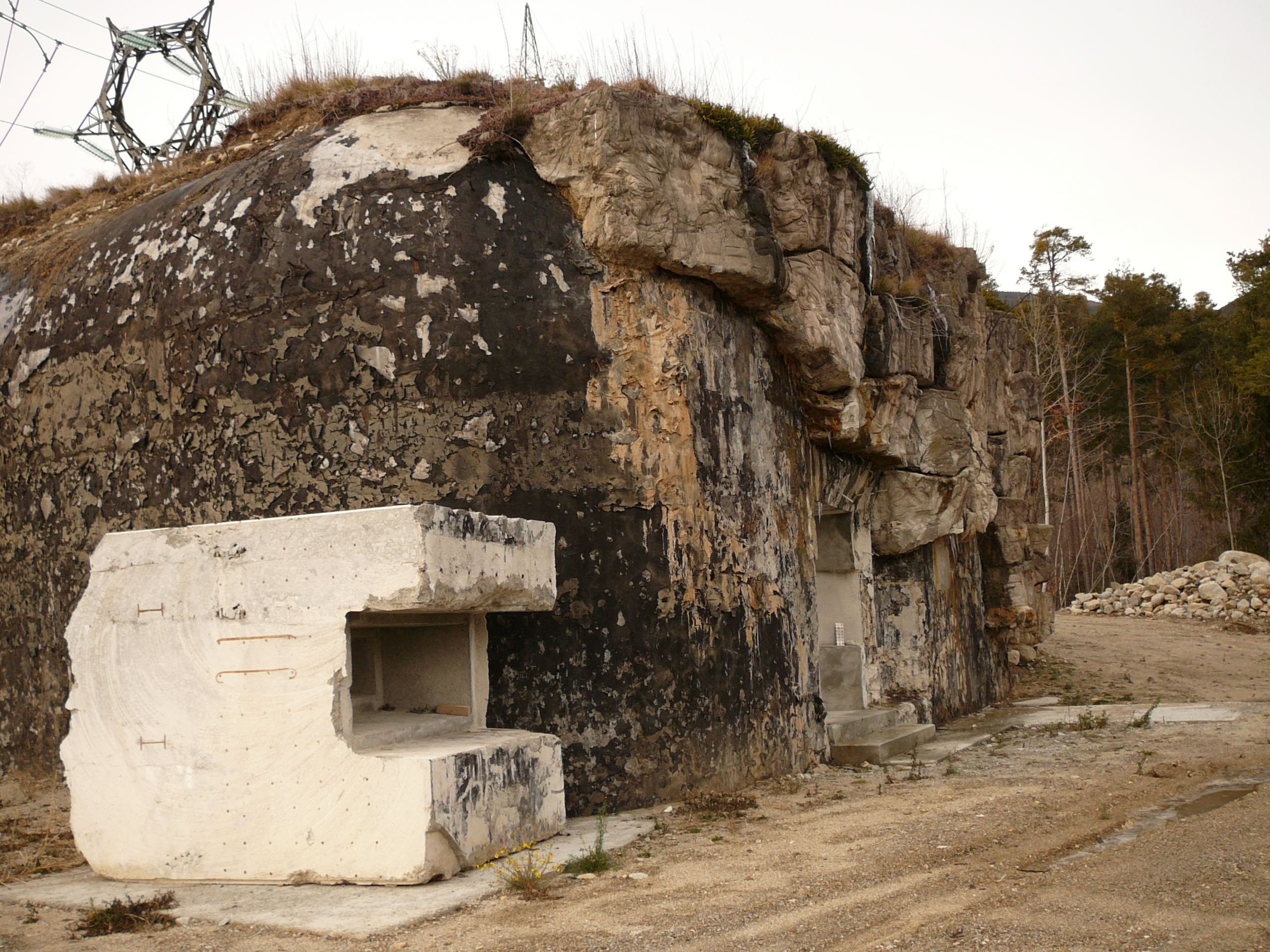
L'opera 43, con la feritoia estratta appoggiata lì accanto

Parte di quest'opera è stata recentemente inserita all'interno di una sottostazione elettrica, accanto alla centrale dei rifiuti. Si può facilmente raggiungere attraverso una stradina privata, parcheggiando sulla statale.
- Caratteristiche

L'opera di medie dimensioni ed in calcestruzzo è stata interessata nel 2006 da alcuni lavori ad una piccola centralina elettrica. Oggi l'opera si presenta suddivisa in due parti da una recinzione. Nella parte visibile, ovvero quella all'esterno della recinzione, si nota come sia stata asportata una delle feritoie, per far posto ad un pratico e moderno cancelletto di metallo. Nonostante l'ostruzione e la parziale rimozione, ciò permette di notare come erano ben costruite le feritoie.
- Armamento previsto

2 mitragliatrici
- Ingressi

L'opera ha 1 ingresso, ricavato da una della bocca di fuoco estratta
- Dati relativi a dicembre 2009